# Martin Heidegger
Pour les articles homonymes, voir Heidegger.
Martin Heidegger ([ˈmaɐ̯tiːn ˈhaɪdɛɡɐ]), né le 26 septembre 1889 à Messkirch et mort le 26 mai 1976 à Fribourg-en-Brisgau, est un philosophe allemand.
D'abord étudiant auprès d'Edmund Husserl et immergé dans le projet phénoménologique de son maître, son intérêt se porte rapidement sur la question du « sens de l'être ». Elle le guidera ensuite tout au long de sa réflexion et c'est en tentant de répondre à celle-ci, à l'occasion de la publication de son ouvrage Être et Temps (Sein und Zeit) en 1927, qu'il rencontre une immense notoriété internationale, débordant largement le milieu de la philosophie.
Dans les années 1930 a lieu ce qu'il appelle lui-même « le tournant » de sa pensée au moment de l'écriture de l'Introduction à la métaphysique. Il cherche à préparer un nouveau commencement de pensée, qui éviterait l'enfermement de la métaphysique — celle-ci étant devenue, pour lui, un mot qui rassemblait, selon Hans-Georg Gadamer, « toutes les contre-propositions contre lesquelles Heidegger cherchait à développer ses propres tentatives philosophiques »,.
La Heidegger Gesamtausgabe, édition complète des œuvres, en cours de publication, comprend plus de cent volumes, dont les ouvrages majeurs sont Être et Temps (Sein und Zeit, 1927) et Apports à la philosophie : De l'Avenance (Beiträge zur Philosophie : Vom Ereignis), ouvrage publié de manière posthume (1989 pour l'édition allemande et 2013 pour la traduction française). Heidegger est considéré comme l'un des philosophes les plus importants et influents du XXe siècle : sa démarche a influencé la phénoménologie et une partie de la philosophie européenne contemporaine ; elle a eu un impact bien au-delà de la philosophie, notamment sur la théorie architecturale, la critique littéraire, la théologie et les sciences cognitives.
L'influence de Heidegger sur la philosophie française a été particulièrement importante. Elle s'est notamment exercée par le truchement des philosophes Jean-Paul Sartre, Jean Beaufret, Emmanuel Levinas, Jacques Derrida, Maurice Merleau-Ponty, voire Michel Foucault.
Il est également l'un des philosophes dont la personnalité et l'œuvre sont les plus controversées en raison de son attitude durant la période 1933-1944, où il fut jusqu'en 1934 recteur de l'université de Fribourg après l'arrivée au pouvoir d'Adolf Hitler, après quoi il est resté jusqu'en 1944 adhérent au parti national-socialiste. Plusieurs ouvrages ont paru pour analyser les rapports entre Heidegger et le nazisme. La publication en 2014 de ses Cahiers noirs a déclenché une polémique concernant l'antisémitisme de certains passages.

## Biographie

### Premières années

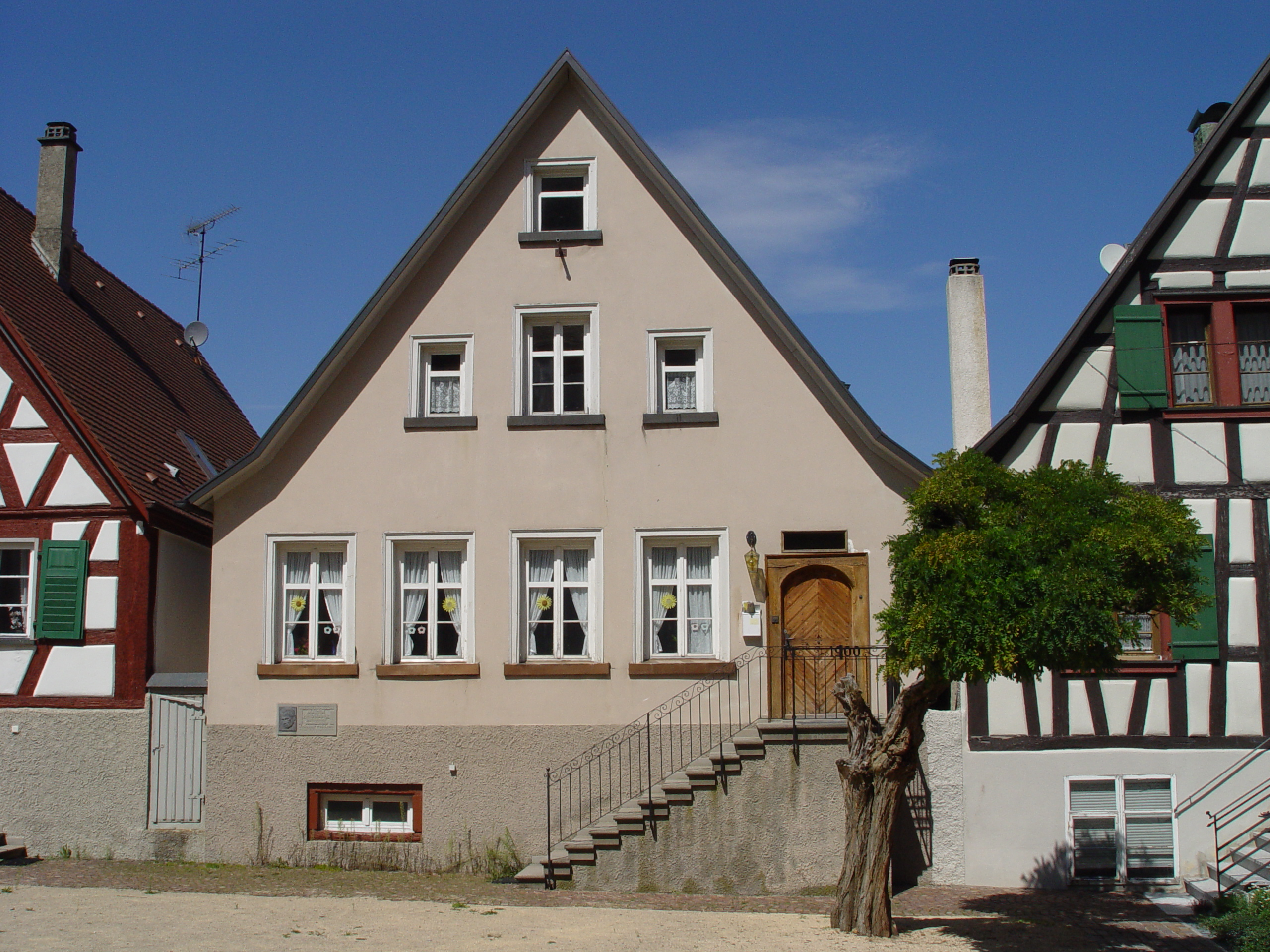
La maison natale de Heidegger.

Martin Heidegger est né à Meßkirch (Grand-duché de Bade) le 26 septembre 1889. Élevé dans un milieu « authentiquement catholique » — son père, tonnelier, est sacristain —, Heidegger fait ses études secondaires aux petits séminaires de Constance (1903-1906), puis de Fribourg (1906-1909). Pendant l'été 1907, le père Conrad Gröber, directeur du petit séminaire de Constance et futur archevêque de Fribourg, lui offre la dissertation de Franz Brentano intitulée De la diversité des acceptions de l'être d'après Aristote (1862). Heidegger affirme à plusieurs reprises que ce livre a été son « premier guide à travers la philosophie grecque », le conduisant à la lecture d'Aristote, dont il écrit dans Mon chemin de pensée et la phénoménologie (1963) que la phrase : « l'être se dit de multiples manières » a décidé de son « chemin de pensée ». Cette lecture provoque chez Heidegger une question, que Jean Beaufret résume ainsi : « si étant se dit en guises diverses, quel est donc l'un de ce divers ? » Selon Heidegger lui-même, cette « unique question » demeure « sans cesse un stimulant pour le travail qui vit le jour vingt ans plus tard sous le titre de Sein und Zeit ». Dès 1909, il lit les Logische Untersuchungen d'Edmund Husserl, dont il attend « un secours décisif pour avancer dans l'intelligence des questions soulevées par Brentano » et qu'il relira, les années suivantes, de manière « incessante »,. En septembre 1909, il entre comme novice au sein de la Compagnie de Jésus, à Tisis, près de Feldkirch, qu'il quitte pour des raisons de santé en octobre suivant,. Avec peu de moyens financiers, il se porte alors candidat au séminaire de Fribourg, où il entre pour le semestre d'hiver 1909. En 1911, il souffre à nouveau de problèmes cardiaques, ce qui fait douter les responsables de l'école de ses capacités à devenir prêtre, eu égard à son état de santé. En été, en convalescence, il se rend compte qu'il préfère la philosophie à la théologie et décide de renoncer à la prêtrise. À la recherche d'une forme de sécurité financière, il décide de s'inscrire pour le semestre d'hiver 1911-1912 à la faculté de sciences naturelles de l'Université de Fribourg en mathématiques, physique et chimie, afin de devenir professeur, tout en poursuivant ses études de philosophie. Son éducation religieuse, qui lui donne l'occasion d'approcher la tradition scolastique, rend son parcours atypique, à une époque où les facultés de philosophie allemandes sont dominées par le néo-kantisme. En 1913, il écrit sa thèse de doctorat en philosophie, Doctrine du jugement dans le psychologisme, sous la direction de Artur Schneider. En 1914, il est réformé pour raison de santé.
Il prononce en 1915 la conférence Le concept de vérité dans la philosophie moderne. Le 31 juillet 1915, il est habilité à enseigner, comme chargé de cours, après avoir présenté sa thèse d'habilitation écrite sous la direction du néo-kantien Heinrich Rickert, qui a été traduite en français sous le titre Traité des catégories et de la signification chez Duns Scot,. Sa leçon inaugurale s'intitule Le concept de temps dans la science historique. À l'automne 1916, il devient l'assistant personnel de Husserl, dont il partage les réflexions et les recherches sur la phénoménologie. Cependant, il se détache rapidement de l'enseignement de son maître : dès l'origine, en continuant hors des heures de cours l'approfondissement des Recherches logiques de Husserl, que celui-ci juge déjà dépassées, puis progressivement, de 1923 à 1927, en reprochant à Husserl son tournant vers une philosophie de la subjectivité transcendantale et plus encore son cartésianisme ; il continue néanmoins à admirer les Logische Untersuchungen,
Mobilisé en 1917, il est affecté au service météorologique de l'armée à Verdun. Dès 1919, il reprend ses cours à l'université de Fribourg où il acquiert une renommée universitaire. Durant ces années, les universitaires pensaient qu'avec le talent de Heidegger la philosophie renaissait à elle-même. Déjà, cependant, il entreprenait une critique radicale de la tradition, notamment dans le Rapport Natorp, un rapport manuscrit sur l'état de ses travaux adressé en 1922 au professeur Paul Natorp, où il procède à une critique sévère de la métaphysique dite de la « présence » attribuée à Aristote et base de sa Physique.
Il se marie le 21 mars 1917 avec Elfride Petri (1893-1992), protestante ; leur mariage est d'abord prononcé selon le rite catholique puis cinq jours plus tard selon le rite évangélique. Ils ont ensemble deux fils : Jörg en janvier 1919 et Hermann en août 1920.

### Marbourg et Fribourg (1923-1933)
En 1923, il est nommé professeur non titulaire à l'Université de Marbourg, qui est alors le foyer principal européen du néo-kantisme, où il collabore avec le théologien protestant Rudolf Bultmann qui réinterprète le Nouveau Testament à la lumière du futur chef-d'œuvre de son jeune collègue Être et Temps. Ce dernier livre est, selon Hans-Georg Gadamer, « né des contacts  féconds et passionnés que Heidegger a eus avec la théologie protestante de son temps à Marbourg en 1923 ». Ses nouveaux collègues sont : Nicolai Hartmann, Paul Natorp et Hermann Cohen ; quant à ses étudiants à Marbourg, on trouve : Hans-Georg Gadamer, Hannah Arendt, Karl Löwith, Gerhard Krüger, Leo Strauss, Jacob Klein, Günther Anders et Hans Jonas.
Ce séjour à Marbourg et le contact avec ses nouveaux collègues sont particulièrement positifs pour le jeune professeur. À partir de ses lectures d'Aristote, il commence à développer sa problématique personnelle relative à la question du sens de l'être. Ses travaux sur la phénoménologie de la vie religieuse à partir de l'étude de Saint Augustin, de Paul et de Luther l'orientent vers une conception de l'être humain qui va privilégier l'existence sur l'essence.
L'année suivante (novembre 1924), il a une liaison clandestine avec Hannah Arendt, une de ses élèves (elle vient d'avoir dix-huit ans), future philosophe de renom. Cette liaison se poursuivra avec plusieurs correspondances tout au long de leur vie.
Le 12 mars 1926, il présente à Husserl, à l'occasion d'une réception pour les 67 ans de celui-ci, le manuscrit de Sein und Zeit (Être et Temps), son premier ouvrage, qui est publié l'année suivante, à la demande du doyen de l'Université de Marbourg.
En 1928, il prend la suite de son maître Husserl, parti à la retraite, à l'Université de Fribourg.
En 1929, année de la controverse de Davos, a lieu une confrontation célèbre entre Ernst Cassirer, représentant du néo-kantisme, et Heidegger.
En 1931, un poste lui est proposé à l'Université de Berlin, poste qu'il refuse après une discussion avec un de ses amis paysans[réf. nécessaire]. Heidegger restera à l'Université de Fribourg-en-Brisgau pour le restant de sa vie d'enseignant, déclinant de nombreuses offres.
Ses étudiants les plus illustres sont Hannah Arendt, Günther Anders, Hans Jonas, Karl Löwith, Charles Malik, Herbert Marcuse, Ernst Nolte et Emmanuel Levinas.

### Sous le régime nazi (1933-1945)
Les années terribles de 1933 à 1945 furent philosophiquement les plus prolifiques, tant pour ce qui est de l'œuvre publiée, que celle non publiée, les « traités impubliés volontairement retenus » de Heidegger. C'est du début de cette période que date la Kehre, le « tournant » dans son œuvre.
Heidegger a commencé à sympathiser avec le nazisme en 1930. Lors des élections de 1932, il vote pour le NSDAP, et y adhère l'année suivante. Le 21 avril 1933, il est élu recteur de l'Université de Fribourg-en-Brisgau, trois mois après l'avènement d'Adolf Hitler comme chancelier du Reich (le 30 janvier 1933). Heidegger affirme dans un entretien accordé en 1966 au Spiegel que sa prise en charge du rectorat se fit à la suite de l'appel de l'ancien recteur von Möllendorf, un social-démocrate obligé de démissionner, qui lui demanda de se présenter pour empêcher la nomination d'un fonctionnaire nazi. Heidegger prononce alors le « Discours du Rectorat », dans lequel il fait vœu de s'appuyer sur l'Université pour élever le niveau spirituel de l'Allemagne. Lors de sa prise de responsabilité, Heidegger publie dans un journal universitaire un « appel aux étudiants allemands » qui s'achève ainsi : « Seul le Führer lui-même est la réalité et la loi de l'Allemagne d'aujourd'hui et de demain ». Il explique au Spiegel qu'il s'agissait du seul compromis qu'il eût concédé avec les étudiants SA et, dans une lettre à Hans-Peter Hempel qui l'interrogeait sur cette phrase, « qu'à l'origine et en tous temps, les Führer sont eux-mêmes dirigés — dirigés par le destin et la loi de l'histoire ».
Pour les historiens Hugo Ott, Bernd Martin et Guillaume Payen, ainsi que pour d'autres, Heidegger œuvre à l'introduction la plus large possible du Führerprinzip dans l'Université allemande : le discours de rectorat serait même en cela « un autoportrait du philosophe en Führer ». Heidegger forme avec d'autres, comme Alfred Bäumler ou Ernst Krieck, l'avant-garde de cette réforme. Heidegger travaille (« probablement en collaboration directe avec Krieck », selon H. Ott), à la réforme des statuts de l'université dans le Land de Bade, qui fait de l'université de Fribourg le stade le plus avancé, dans toute l'Allemagne, dans la mise en œuvre de cette réforme. Karl Löwith rapporte que Heidegger ne faisait pas mystère de sa foi en Hitler. Heidegger affirme cependant avoir « interdit les affiches antisémites des étudiants nazis ainsi que les manifestations visant un professeur juif ». Toutefois, selon le témoignage d'Ernesto Grassi rapporté par Hugo Ott, l'autodafé des livres juifs et marxistes a bien eu lieu à l'université de Fribourg sous le rectorat de Heidegger : « le feu crépitait devant la bibliothèque universitaire » écrit ainsi Grassi. L'historien Raul Hilberg a établi qu'en 1933 Heidegger, suivant les instructions du Ministère prussien de l'Éducation, mit fin au versement des allocations de la plupart des étudiants boursiers « non-aryens » de l'université de Fribourg ; il étendait ainsi la portée de la loi sur la révocation des fonctionnaires juifs (dite « loi sur la restauration de la fonction publique »). Selon Emmanuel Faye, en parlant d'« anéantissement total » de l'ennemi intérieur, Heidegger aurait même appelé à l'extermination des Juifs : « Il est nécessaire de voir que cette doctrine de l'ennemi et du polemos, aussi "ontologisée" soit-elle par Heidegger, n'est en aucune façon une simple vue théorique ou un jeu intellectuel, mais bien une doctrine radicalement meurtrière, dont la traduction effective ne peut conduire qu'à la guerre d'extermination et aux camps d'anéantissement. » Pour Guillaume Payen, « le propos du philosophe ne venait que donner une forme philosophique au combat de l'Association des étudiants allemands (de), dont il voulait s'affirmer le chef spirituel : bref, général, il était une réflexion depuis les principes, et non un appel à une lutte concrète » : on était dans « le contexte de la campagne d'anéantissement de l'année 1933, en l'occurrence de révolution par l'élimination des oppositions qui vit s'instaurer un pouvoir nazi et totalitaire à Berlin et qui, dans les universités, introduisait le principe du chef et voulait lutter contre l'esprit non-allemand en « épurant » le corps professoral, en limitant le nombre d'étudiants juifs et en brûlant les livres corrupteurs ».
De nombreux défenseurs de Heidegger parlent d'un engagement de quelques mois. Kostas Axelos écrit : "Heidegger fut national-socialiste pendant quelques mois, publia des textes et prononça des discours nazis. C'est un fait." Quant à André Glucksmann : "Heidegger fit en 1933, durant quelques mois, des discours nazis […] Laissons aux docteurs qui ont la chance d'échapper à cette misère le soin de démontrer qu'elle est uniquement "misère allemande", qu'il convient de brûler Heidegger pour six mois de sympathie nationale-socialiste et qu'il faut glisser sur cinquante années passées par d'autres à saluer le socialisme de la patrie de l'archipel du goulag." Allongement de cette durée d'engagement avec Hadrien France-Lanord : "dix mois", mais pour François Fédier toujours "quelques mois" dans l'avant-propos à Heidegger à plus forte raison (Fayard, 2007). Servanne Jollivet, avec un ton critique, reprend ce discours : "Plus que d'une erreur, il semble bien qu'il faille parler ici d'une véritable compromission, participation consciente et réfléchie au national-socialisme, tout du moins pendant les premiers mois de son engagement en tant que recteur de l'Université de Fribourg, tout en précisant qu'il n'assume cette charge qu'appelé par son ancien recteur et soutenu en cela par ses pairs, porté par l'espoir de pouvoir orienter, et en un certain sens infléchir, la politique universitaire."
Heidegger donne sa démission de recteur le 21 avril 1934 : pour Hugo Ott, il l'aurait fait après avoir été désavoué par le ministère de l'éducation du Bade dans la gestion d'Adolf Lampe, qui assurait l'intérim d'une chaire. Heidegger écrit alors dans un cahier noir : « Ma charge mise à disposition parce qu’une responsabilité n’est plus possible. Vive la médiocrité et le bruit ! » Après cette date, pour Jean-Michel Salanskis, il n'est donc plus membre actif de l'administration nationale-socialiste, et quitte le parti nazi. Pour Hugo Ott (ainsi que pour Victor Farias), ce n'est pas le cas et a un autre projet, en Prusse celui-là[pas clair] : l'Académie prussienne des professeurs, en cohérence avec sa lettre de démission : « Après examen approfondi de la situation actuelle de l'Université, je suis parvenu à la conviction que je dois retourner à un travail éducatif direct, libéré des tâches administratives, au milieu des étudiants et des jeunes professeurs. »
Les témoignages d'étudiants au sujet de cette période sont contradictoires, certains voyant en lui un admirateur du nazisme continuant sa propre « révolution spirituelle », d'autres voyant dans ses cours l'une des seules échappatoires à la pensée totalitaire nazie. Il poursuit son enseignement jusqu'en 1944, où il est réquisitionné dans la milice en tant que « professeur non indispensable » pour effectuer des travaux de terrassement en bordure du Rhin. Durant cette période, il traite notamment longuement de la philosophie de Nietzsche.

### L'après-guerre (1945-1976)

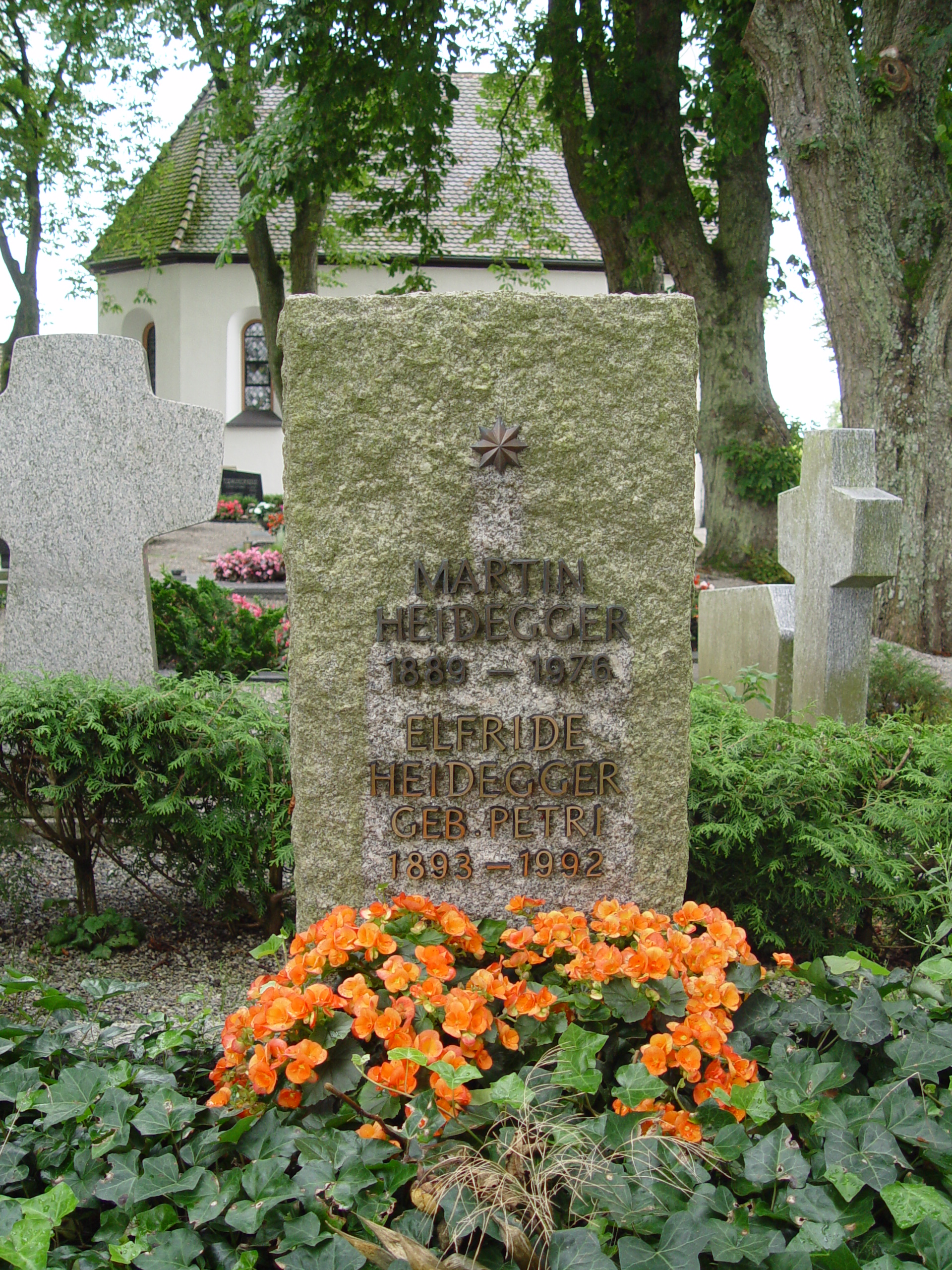
La tombe de Heidegger.

En 1945, à la fin de la Seconde Guerre mondiale, les autorités alliées victorieuses lui interdisent d'enseigner. Cela n'empêche pas sa pensée d'influencer considérablement la vie intellectuelle, notamment via L'Être et le Néant de Jean-Paul Sartre, d'inspiration heideggerienne. Le penseur allemand prend toutefois ses distances avec l'existentialisme sartrien dans sa Lettre sur l'humanisme de 1946.
Dès 1945, commence avec Jean Beaufret un dialogue qui ne prend fin qu'à la mort du penseur. La célèbre Lettre sur l'humanisme « est une réponse à une lettre de Jean Beaufret, dont il avait lu les articles sur l'existentialisme ». En dépit de l'interdiction d'enseigner, Heidegger donne toute une série de conférences ; après Pourquoi des poètes de 1946, suivent quatre conférences intitulées Regard dans ce qui est : La chose, Le Dispositif, Le danger, Le tournant qui sont données au Club de Brême en 1949.
De février à mai 1946, après un épisode dépressif, il séjourne à la clinique psychiatrique de Badenweiler, dirigée par Viktor Emil von Gebsattel (de)
.
L'interdiction d'enseigner est levée en 1951, et Heidegger reprend ses cours. Son premier séminaire porte sur Aristote. Les cours les plus célèbres d'après-guerre sont : Qu'appelle-t-on penser ? (1951-1952), Le Principe de raison (1955-1956). En 1951, il prononce la célèbre conférence : Bâtir, habiter, penser suivie de : L'homme habite en poète, Qui est le Zarathoustra de Nietzsche ?, Science et méditation, La question de la Technique.
En 1955, il est convié en France par Maurice de Gandillac et Jean Beaufret, pour présenter une conférence à Cerisy. Il séjourne chez Jacques Lacan. Il est ensuite régulièrement invité en Provence par le poète René Char pour tenir des séminaires, retranscrits dans Questions IV. En 1958, Heidegger prend sa retraite de l'Université, mais il continue d'animer des séminaires et de participer à des colloques jusqu'en 1973, et notamment le séminaire tenu à Fribourg avec Eugen Fink sur Héraclite en 1966-1967, trois séminaires au Thor en Provence avec Jean Beaufret. De ces années « extrêmement fécondes », on trouve un résumé dans le petit livre de Alain Boutot consacré à Heidegger.
Heidegger meurt le 26 mai 1976 à Messkirch, où il est enterré. La même année est publié le premier volume des Œuvres complètes (Gesamtausgabe), qui comprendra environ 110 ouvrages.
À partir de 1989, commence la publication des « traités impubliés », écrits dans les années 1935 à 1940 et restés volontairement scellés jusqu'à cette date, notamment les Beiträge zur Philosophie (Vom Ereignis), traduit en français chez Gallimard par François Fédier sous le titre Apports à la philosophie : De l'avenance.

## La période de gestation

### Les précurseurs
La pensée d'Heidegger est selon Servanne Jollivet le fruit de sources diverses : « Il s'agit d'une pensée élaborée en grande partie en dialogue avec les anciens Grecs, la pensée chrétienne, l'existentialisme de Kierkegaard ou encore la phénoménologie husserlienne mais également de ses prédécesseurs immédiats (Dilthey, Brentano, Bergson, Breg, York von Wattenburg), les écoles néo-kantiennes de Bade (Rickert, Lask) et de Marbourg (Cohen, Natorp, Cassirer) ainsi qu'avec certains contemporains, tels Jaspers ou Scheler […] de même aux avancées de la logique mathématique (Frege et Russell). »

### L'influence du milieu
C'est autour de quelques thèmes majeurs comme la Phénoménologie de la Vie, la Logique et l'interprétation d'Aristote, le concept de Temps, la toute nouvelle Phénoménologie husserlienne, l'Interprétation de l'Histoire et de l'historicité, à l'occasion de fréquents débats et polémiques avec ses collègues, tenants de courants plus traditionnels (néo-kantisme, psychologisme, historicisme), que s'est forgée la forte originalité intellectuelle du jeune professeur à Marbourg. Servanne Jollivet en fait le détail et conclut : « autant dire que la pensée de Heidegger s'est élaborée dans une confrontation et un constant dialogue avec ses contemporains et prédécesseurs ».
Compte tenu de la nouveauté et de la richesse de ces travaux de jeunesse récemment dévoilés par la publication intégrale des œuvres, il n'est plus possible, note Marlène Zarader, de considérer cette période comme simplement préparatoire à son maître ouvrage, à savoir Être et Temps,.

### Les controverses de Marbourg et le rejet des philosophies dominantes
Pour qui s'intéresse aux œuvres, travaux et conférences de jeunesse de Martin Heidegger, la principale difficulté consiste essentiellement à les « contextualiser », c'est-à-dire à les inscrire dans les discussions intellectuelles de son temps et non à les lire à la lumière de travaux ultérieurs. C'est tout récemment que l'intérêt pour ce premier Heidegger, détaché d'une perspective généalogique sur Être et Temps, s'est manifesté. Dans cette perspective, le premier ouvrage en langue française consacré au « jeune Heidegger » date de 1996, issu d'un colloque organisé par Jean-François Marquet et Jean-François Courtine à la Sorbonne.
Au début du XXe siècle, des débats très vifs opposent les tenants du néo-kantisme (Heinrich Rickert), les sociologues (Georg Simmel), les philosophes de la vie (Wilhelm Dilthey, Karl Jaspers) et les historiens (Oswald Spengler) sur la question de l'objectivité des sciences historiques. Heidegger renvoie tout le monde dos à dos en trouvant superficielles ces querelles, car les idées de succession de génération, de compatibilité ou non de cultures, de cycles historiques, de sens du progrès, ne sont pas basées sur une justification préalable. Même si cette réalité est suffisamment stable et déterminée pour faire l'objet d'une science, il estime que la question philosophique principielle du fondement reste en suspens.
Heidegger rejette, au cours de débats et controverses, la philosophie dominante de son temps, le néokantisme, apparue vers le milieu du XIXe siècle, à laquelle il reproche son abstraction. La controverse sans doute la plus célèbre est la Controverse de Davos avec Ernst Cassirer, ainsi que, selon le témoignage de Hans-Georg Gadamer, le projet de limiter la philosophie à l'histoire des problèmes. Avec le kantisme, il rejette aussi le cartésianisme et toutes les philosophies issues des sciences positives ou subjuguées par leurs méthodes : l'anthropologie philosophique, la psychanalyse ou encore la philosophie de la vie. Enfin, il reproche à Husserl l'ambition quasi scientifique de sa phénoménologie, à laquelle il préfère une phénoménologie plus orientée sur l'herméneutique et « l'expérience concrète de la vie humaine », dénommée la facticité,.
Il critique, en outre, les principes de l'anthropologie moderne : les notions de sujet, de vie et de personne. Tout au long de son œuvre revient la critique du cogito cartésien qui aurait ignoré le sens d'être du « Je suis », relève Marlène Zarader.

### Les premiers travaux

#### La question de l'histoire
Heidegger rencontre le problème de l'histoire tel qu'il est posé dans les controverses méthodologiques du début du XXe siècle. En rejetant les positions des uns et des autres, Heidegger intervient dans des débats qui opposent les tenants du néo-kantisme (Heinrich Rickert), les sociologues (Georg Simmel), les philosophes de la vie (Wilhelm Dilthey, Karl Jaspers), ainsi que les historiens (Oswald Spengler), sur la question de l'objectivité des sciences historiques. Pour Heidegger, toutes ces conceptions ont la même absence d'assise solide, car elles se fondent sur un même préjugé, le présupposé qu'il y a une réalité originaire donnée, à base de cohérence et d'enchaînement de faits historiques, pouvant faire l'objet d'une science, par exemple l'observation de la succession des générations, de l'existence de cultures différentes, des cycles historiques, d'un apparent sens général d'évolution que l'on qualifie de « progrès » ou de « sens historique », qui « toutes présupposent l'existence de totalités observables ou de processus cohérents » ; pour Heidegger, il s'agit d'abord de les fonder.

#### La question de la théologie
Indépendance de la philosophie par rapport à la théologie.
Françoise Dastur rappelle la phrase de Heidegger : « La philosophie elle-même en tant que telle est athée, lorsqu'elle se comprend de manière radicale », car poursuit-elle « son questionnement a pour objet la vie dans sa « facticité » en tant qu'elle se comprend elle-même à partir de ses propres possibilités de fait ».
Heidegger réintroduit la problématique théologique dans la philosophie sous la forme d'une critique d'un aspect particulier de la métaphysique qu'il nomme onto-théologie, science qui depuis son appellation par Kant lie l'Être et Dieu (ou premier principe). Pour lui, la théologie dogmatique repose sur un fondement, un système philosophique, qui n'est pas issu directement du questionnement croyant auquel Heidegger veut revenir.
Tentative d'interprétation plus adéquate du message chrétien
Selon Hans-Georg Gadamer : « au début des années vingt, il est clair que sa critique de la théologie officielle de l'Église catholique romaine de son temps l'a de plus en plus contraint à se demander comment une interprétation adéquate de la foi chrétienne était possible, en d'autres termes, comment il était possible de se défendre de la déformation du message chrétien par la philosophie grecque, qui se trouvait au fondement de la néo-scolastique du xxe siècle et de la scolastique classique médiévale ». Le christianisme primitif, continue l'interprète, va « [lui faire] apparaître la métaphysique comme une sorte de méconnaissance de la temporalité et de l'historicité originaires qui se manifestaient [à travers] la foi chrétienne », et donc être considéré par Heidegger comme un témoin privilégié contre toutes les visions du monde « rassurantes » d'inspiration religieuse ou philosophique.
Jean-Claude Gens note que « Heidegger trouve dans la religiosité chrétienne » un accès vers ce qu'il appelait alors la « science originaire de la « vie facticielle » ». La reconquête des concepts primitifs de la foi chrétienne, poursuit Jean-Claude Gens, « nourrira l'analytique d'Être et Temps. »
Choc en retour de la philosophie sur la théologie.
Dans les années passées à Marbourg, Heidegger a entretenu un dialogue fécond avec la théologie dialectique protestante et notamment avec le théologien Rudolf Bultmann.
Sous l'impulsion d'une relecture des épîtres de Paul, ainsi que des œuvres de Luther et de Kierkegaard, il exerça, à travers l'analytique existentiale d'Être et Temps, sur Rudolf Bultmann et le renouveau de théologie protestante, une influence « décisive », selon l'expression employée par le rédacteur de l'Encyclopédie du Protestantisme.

### Les sources d'inspiration

#### Aristote redécouvert
Pour Hans-Georg Gadamer, seuls ceux qui étaient présents à Marbourg dans les salles de cours, dans les années 1920, ont pu mesurer le poids de la présence réelle d'Aristote dans la pensée du jeune professeur, mais d'un Aristote nouveau, libéré de toutes les interprétations scolastiques déformantes accumulées. Jean-Claude Gens notera à ce propos l'importance de Martin Luther dans la redécouverte d'Aristote.
Dans le cadre de ses travaux sur le fondement philosophique de la logique, Heidegger découvre que même chez Aristote, la theoria n'est pas une activité éthérée, détachée de la vie et de nature intemporelle, mais au contraire le fait d'un Dasein historique, engagé dans une existence déterminée. Il affirme que ce ne sont ni les Grecs ni Aristote qui furent à l'origine de cette coupure fondamentale entre théorie et pratique, mais leurs interprètes scolastiques qui l'exagérèrent en portant une attention exclusive à sa « métaphysique » au détriment des autres œuvres comme l'Éthique à Nicomaque, et De Anima. Les écoles, nous dit Françoise Dastur, ont fait d'Aristote « le père de la « Logique » et l'inventeur de la « copule » », un penseur qui n'aurait compris l'être de l'« étant » qu'à travers la katégoria, réduction à laquelle Heidegger s'oppose en exhumant un Aristote phénoménologue avant la lettre. Étienne Pinat, à propos du cours Introduction à la recherche phénoménologique, souligne « la dimension proprement phénoménologique de l’approche aristotélicienne du logos dans ces pages et la pertinence qu’il y a à en partir pour comprendre le projet phénoménologique de Husserl ». S'il est possible de ressusciter Aristote, note de son côté Philippe Arjakovsky « c'est peut être avant tout parce qu'il apparaît comme le véritable initiateur de la phénoménologie ».
Il s'agira, pour Heidegger, de mettre en évidence l'enracinement de la theoria et de la praxis dans le nouveau concept de « Souci »,, que lui avait fait découvrir, par ailleurs, sa fréquentation du Livre X des Confessions de Saint Augustin et ses travaux sur la vie des premiers chrétiens, dont il va s'acharner à trouver les linéaments dans l'œuvre même du Stagirite en s'appuyant sur le concept de « prudence », la Phronesis (φρόνησις) ; « Souci » qui va devenir progressivement l'essence même de l'« être » de l'homme dans Être et Temps.
En outre, avec l'appui de l'héritage aristotélicien, le jeune professeur de Marbourg va pouvoir innover en interprétant systématiquement les phénomènes fondamentaux de la vie facticielle (les manières de se comporter du Dasein), qui avaient été dégagés antérieurement, pour les porter, eux aussi, au niveau de déterminations catégoriales, qui seront à la base des futurs « existentiaux » (ou « catégories de l'existence ») dans Être et Temps.

#### Source religieuse

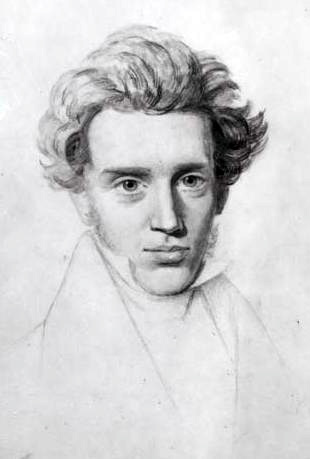
Søren Kierkegaard.

Sa sensibilité catholique l'a ouvert au caractère tragique et précaire de l'existence, ainsi que l'a souligné Jean Greisch. Hans-Georg Gadamer insiste également sur les origines religieuses du chemin de pensée du philosophe. Marlène Zarader décèle plutôt chez Heidegger un héritage hébraïco-biblique qui constituerait un impensé de sa philosophie ; le privilège accordé dans ses premiers cours à la Phénoménologie de la vie religieuse, c'est-à-dire au vécu de la foi par rapport à la phénoménologie de la religion chez les premiers chrétiens, ayant, suggère-t-elle, pour conséquence d'occulter tout l'héritage proprement hébraïque dans la pensée occidentale. À ces sources religieuses anciennes s'ajoute l'influence plus contemporaine du penseur chrétien Kierkegaard, mettant l'accent sur les « tonalités affectives », sur la compréhension heideggerienne des concepts d'« angoisse », d'« existence » et d'« instant ».

#### Impulsion phénoménologique
Son maître Edmund Husserl lui offre avec la phénoménologie une méthode d'exploration de la réalité et la formation à une exigence, le « retour aux choses mêmes ».
Heidegger se convainc d'abord que c'est dans l'expérience la plus pragmatique et la plus naïve du monde que l'homme prend conscience de lui-même et de ce qui l'entoure, remarque Christoph Jammes : « La thèse fondamentale est la suivante : le vécu du monde ambiant n'est pas à concevoir théorétiquement ». La primauté est reconnue à la quotidienneté ordinaire. Le Dasein y reçoit la première expérience concrète de l'« être », de « ce qui est ». Heidegger pense trouver dans l'« auto-interprétation » de la vie factive[Quoi ?], comme le suggérait déjà Wilhelm Dilthey dans son affirmation « Das […] Leben legt sich […] selber aus » (« la vie s'interprète elle-même »), le fondement recherché.

« Celui qui m'a accompagné dans ma recherche, c'est le jeune Luther, et mon modèle a été Aristote que Luther détestait, Kierkegaard m'a donné des impulsions ; les yeux c'est Husserl qui me les a implantés. »

### Les voies et les moyens

#### Le langage et la logique
« Le langage n'existe que là où il est parlé, c'est-à-dire entre les hommes », observe Heidegger d'après Jean Greisch, qui précise qu'« en passant du système clos sur lui-même, qui spécifie la « langue », à la parole vive de l'échange, Heidegger pose une première décision importante ». Son rapport à l'existence est donc pour le penseur plus essentiel que son enfermement dans les règles de la « logique » et de la grammaire, dont la tradition s'est rendue coupable. Pour preuve, « la définition d'une « essence du langage » serait aussi problématique que la définition d'une « essence de l'homme » ».

#### Le tournant herméneutique de la phénoménologie
C'est dans les années 1919-1923, correspondant au premier séjour de Heidegger à Fribourg comme Privatdozent, que le jeune professeur commence à prôner un retour à l'expérience concrète de la vie pour contrer la vision exclusivement théorique de la philosophie traditionnelle, et orienter ses recherches sur la vie facticielle, en laquelle il commence à voir la source de tout sens ainsi que le fondement du philosopher, qui va constituer le chemin par lequel il cherche à se distinguer de la philosophie dominante de son époque. Parce que de grands noms de la philosophie du XXe siècle comme Hannah Arendt, Hans-Georg Gadamer, Max Horkheimer, Hans Jonas, Karl Löwith, J. Ritter, furent ses auditeurs, les cours de cette période se révèlent être une source centrale pour la compréhension de la philosophie de ce siècle.
Alors que les premiers essais de Heidegger de 1912 à 1915 le portaient à soutenir la nécessité d'une philosophie logique, comme science rigoureuse, dans la lignée des Recherches logiques de Husserl et de l'enseignement de son professeur néo-kantien Heinrich Rickert, se met progressivement en place, au contact de la Lebensphilosophie, une philosophie de la vie, et face au constat d'une « impossible Science de la Vie » une phénoménologie herméneutique proprement heideggérienne. En perdant son caractère scientifique, la philosophie en tant qu'auto-compréhension de la vie garde néanmoins son caractère originaire en tant que savoir pré-théorique. Jean Greisch note que sur « l'analyse existentiale », Heidegger met en œuvre « une démarche interprétative qui n'explique rien, mais qui accompagne simplement les phénomènes assez loin pour leur permettre d'exhiber leur propre sens ».

#### La transformation et l'appropriation de vieux concepts
C'est dans la ré-appropriation de très vieux concepts grecs comme Phusis, Logos, Alètheia (relevés par Marlène Zarader ; celle-ci les qualifie de « paroles fondamentales ») et le travail d'interprétation effectué sur les concepts aristotéliciens, ainsi que leur transformation dans le cadre de son analytique existentiale, que s'expose la pensée du philosophe. « L'opération que Heidegger accomplit à travers son interprétation très serrée du texte consiste à « s'approprier » des déterminations conceptuelles aristotéliciennes et à les intégrer, après les avoir transformées, dans le cadre de son analytique de l'existence. » 

#### L'inventivité sémantique
Heidegger, pour mieux traduire sa pensée, innove avec le langage – soit qu'il utilise des mots courants dont il détourne ou déplace le sens à partir de considérations étymologiques, comme avec A-lètheia ou Da-sein, soit qu'il se livre à des reconstructions grammaticales, construisant ainsi des néologismes, comme avec Erschlossenheit. À l'exception de Gestell qui selon Kostas Axelos a « atteint l'intraduisibilité complète, sans parler de l'Ereignis », la plupart des mots utilisés par Heidegger sont présents dans le dictionnaire allemand.
Ces innovations, qui constituent un frein à la compréhension de sa pensée, occasionnent plusieurs polémiques, dont une majeure en France concernant les choix de traduction. Les traductions posent en effet des problèmes de choix, dans toutes les langues : utiliser un vocabulaire courant pour expliquer la notion en jeu, utiliser le mot correspondant au mot allemand dans son sens d'origine, ou inventer des néologismes. En France, la traduction d'Être et Temps par Vezin suscite une polémique intense. Sa version provoque selon les auteurs un « tollé », un « scandale », sachant qu'avec la traduction alternative, non autorisée, d'Emmanuel Martineau, ainsi que celle antérieure de Rudolf Boehm et Alphonse De Waelhens (1972), toutes trois sont jugées par Dominique Janicaud comme relevant d'un « galimatias ». Toutefois, Dominique Janicaud parle ensuite de la « relative lisibilité du texte et des choix [de traduction] cohérents » de la version de Martineau, qu'il a appréciés.
Françoise Dastur évoque, à propos de l'accueil d'Être et Temps en France, « une interprétation et une réception « populaires » de son œuvre qui ne rend pas justice à la conscience qu’il prit des raisons de l’échec de son projet de 1927 et de la nécessité dans laquelle il se vit placé à partir des années trente d’utiliser un nouveau langage ».

#### Penser et non philosopher
Heidegger lui-même, rapporte Jean Beaufret, a déclaré au colloque de Cerisy-la-Salle en 1955 : « Il n'y a pas de philosophie de Heidegger. Et quand bien même il devrait y avoir quelque chose de ce genre, je ne m'y intéresserais pas, mais seulement à la chose même dont il y va en toute philosophie ». Il a souvent marqué sa préférence pour l'appellation de « chemin de pensée » (Denkweg), en direction de ce que Jean Beaufret qualifie de pensée plus « originelle ».
Heidegger s'oppose à la pensée explicative traditionnelle par les causes, pour laisser « venir et accueillir », « laisser être » (Sein-lassen), ce dont il est question dans le langage, que la chose soit formulée ou non. Hadrien France-Lanord note que, s'agissant du concept métaphysique, le travail de Heidegger « peut se comprendre comme un long travail de déprise » en vue de laisser le phénomène advenir dans sa manière singulière. Contrairement à tous ses prédécesseurs, il accordera, sous le nom de Erorterung, une place toute particulière à l'« informulé » qui toujours se réserve et fonde l'unité du texte ou de la pensée. Heidegger se distingue de ses prédécesseurs en ce qu'il pratique une « véritable quête de l'impensé » dans l'étude de leurs œuvres. Pour Alain Boutot « cette quête du « vouloir dire » ou de l'« impensé » est une caractéristique et une constante de l'exégèse heideggérienne ».
Christian Sommer rappelle cette remarquable sentence de Heidegger : « Philosopher est le questionner extraordinaire qui s'enquiert de l'extra-ordinaire ».

#### La déconstruction
Que la question du « sens de l'être » ait pu être, en tant que telle, oubliée depuis les Grecs, entraîne une autre question quant à la nature et la solidité du fonds permanent de réponses ontologiques qui dominent depuis lors la pensée philosophique. Sur quelle espèce d'évidence est ainsi assise l'idée de l'« être », lorsqu'elle est déterminée comme « présence sous jacente permanente » ? Pour Heidegger, note Christian Dubois, « cet oubli signifie la permanence inquestionnée d'un fonds de concepts ontologiques ». Tout « questionner » philosophique serait dans l'histoire de la philosophie souterrainement pré-orienté par un sens évident et enfoui, qu'il s'agit de mettre au jour. C'est par un travail de « déconstruction » (Dekstruction) de la tradition, qui n'est en rien une destruction au sens français, mais un démontage intéressé des pièces[Quoi ?], que Heidegger compte y parvenir.

## Le premier déploiement de pensée
Publié en 1927 en vue de l'obtention d'une chaire professorale à Marbourg, son maître livre, Être et Temps, est qualifié d'« ontologie fondamentale ». Servanne Jollivet, dans son sommaire, présente Être et Temps comme l'aboutissement d'une recherche en vue d'un enracinement vital de la philosophie comme science originaire. C'est pourquoi l'expression d'« ontologie fondamentale » (science de l'être en tant qu'être), couramment utilisée à propos d'Être et Temps, ne correspondrait pas véritablement au dessein de ce livre, parce que cette ontologie recouvrant une « analytique de l'existence » « n'est déjà plus une ontologie qui s'enquiert […] de l'être de l'étant mais de la vérité de l'être […] de sorte qu'on ne saurait le lire comme un traité d'ontologie » remarque Pascal David.

### L'être et le temps

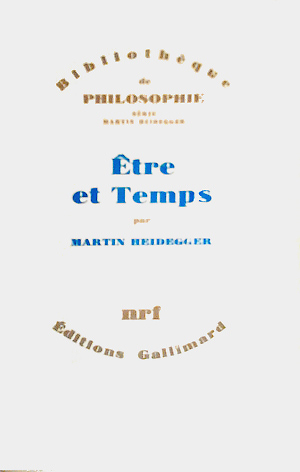
Être et Temps, couverture de l'édition française

#### L'ouvrageÊtre et Temps
Selon Christian Dubois, quiconque tente de pénétrer dans la pensée de Martin Heidegger doit commencer par lire Être et Temps (1927). Néanmoins Maxence Caron suggère, compte tenu du fait qu'Être et Temps est une œuvre « extrêmement concentrée », qu'il est plus judicieux, pour accéder à la pensée heideggerienne, de commencer par lire certains cours de la fin des années 1920, récemment traduits en français, qui encadrent la publication de l'œuvre.
Les lecteurs francophones disposent de plusieurs traductions :
- celle partielle de Rudolf Boehm et Alphonse De Waelhens en 1964,
- celle, autorisée, de François Vezin, complète et enrichie de notes du traducteur,
- celle d'Emmanuel Martineau, complète, non autorisée et hors commerce mais accessible en ligne.
Pour ce qui concerne le commentaire, le public francophone dispose de deux ouvrages récents de Jean Greisch et de Marlène Zarader.
Mais Être et Temps, malgré son importance, nous dit Christian Dubois, « ne fut qu'une étape dans le mouvement de sa pensée ».
Cet ouvrage, premier aboutissement de la pensée d'Heidegger, est une de ces œuvres majeures de la philosophie que certains ont comparé à la Métaphysique d'Aristote. Toutefois, elle n'est que la première partie d'un projet qui ne fut pas mené à terme. Il s'agissait au départ de développer une intuition de Heidegger quant au sens temporel de l'« être ». À cette époque, Heidegger n'ayant pas encore rompu totalement avec la métaphysique, il s'agissait de parvenir à lui assurer un fondement solide par l'exploration du sens unitaire de l'Être qu'Aristote avait éludé en concluant à la polysémie incontournable de ce concept. Heidegger entreprend de dévoiler ce sens unitaire en partant de la temporalité de l'étant concerné, le Dasein que les premières études avaient mis au jour dans son exploration de la « phénoménologie de la vie ». L'homme lui-même n'est plus défini comme une nature, une essence invariable et universelle, mais comme un « pouvoir-être ». L'existence prend le pas sur l'essence avec la célèbre formule tirée du § 9 d'Être et Temps, qui donnera naissance à l'existentialisme : « L'essence du Dasein réside dans son existence ».
De l'aveu même de son auteur, cette tentative aboutit à un échec, la deuxième partie et la troisième section de la première partie n'ayant jamais pu être rédigées. De cet échec, Heidegger retire la conviction que la métaphysique est définitivement dans l'incapacité d'atteindre sa propre vérité, à savoir la différence de l'être et de l'étant.
« La question du sens de l'être reste à l'issue de ce livre inachevée, en attente d'une réponse. Elle demandera, sur la base de l'acquis de cette œuvre, jamais renié, le courage et la puissance de la pensée pour se frayer de nouveaux chemins. » (Christian Dubois)
Telle qu'elle fut livrée, cette œuvre, avec celles qui la précisent,,, marque néanmoins, par sa nouveauté, un tournant important dans la philosophie occidentale, selon Levinas. On y trouve l'apparition de nouveaux concepts majeurs pour l'histoire de la philosophie, tels que le Dasein, avec ses multiples guises ou modes sous lesquels ce Dasein journalier et quotidien apparaît : Monde et mondéité, être-au-monde, être-pour-la-mort, être-avec, être-en-faute, être-jeté.
Le problème de la conjonction de l'être et du temps a été réabordé d'un point de départ différent à l'occasion de la conférence de 1962 Temps et être : « Heidegger ne part plus d'une élucidation de la constitution d'être de l'étant comprenant l'être, il ne part plus du  Dasein, mais simplement de la caractérisation de l'être comme Anwesen, présence qui traverse toute la tradition occidentale. » (Alain Boutot)

#### Le coup d'envoi de la question de l'être

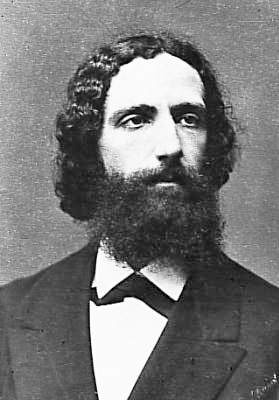
Franz Brentano.

De sa lecture de la thèse de Franz Brentano, le jeune Heidegger avait retenu que pour Aristote « l'être se dit de multiples manières », et outre son sens catégorial, il se dit aussi au sens de propriété, de possibilité, d'actualité et de vérité, que Brentano avaient négligés.
L'édition intégrale des œuvres de Heidegger, la Gesamtausgabe, qui devrait comporter 102 à 108 volumes quand la publication en sera achevée, sera en grande partie constituée de ses cours, dont beaucoup entreprennent de réinterroger la tradition philosophique occidentale depuis ses origines grecques à travers ses principaux représentants (Platon et Aristote, Kant, Hegel et Nietzsche, etc.).
Alain Boutot souligne : « l'œuvre heideggerienne est portée tout entière par une seule et même question qui lui confère son unité fondamentale : la question de l'être, die Seinsfrage »,. Alain Boutot estime en outre que, de la lecture dans sa jeunesse de la dissertation de Franz Brentano intitulée De la signification multiple de l'étant chez Aristote, Heidegger avait retenu « l'énigme qui lui avait donné naissance, et que s'il est vrai que l'être se dit en plusieurs sens, quelle est alors la signification fondamentale de l'être, quelle est la détermination « unitaire » de l'être qui régit toutes ces significations, bref que veut dire être ? ». Boutot ajoute : « Cette question [de l'être] inspirait encore Platon et Aristote, mais s'est éteinte avec eux, du moins comme thème explicite d'une vraie recherche. Les philosophes qui leur ont succédé n'ont fait que reprendre, sans s'interroger davantage, les déterminations ontologiques que ces deux penseurs avaient découvertes. » Au seuil de son livre Être et Temps, Heidegger écrit : « L'élaboration de la question de l'être est l'objet du présent travail, son but provisoire est de fournir une interprétation du temps comme horizon de toute compréhension de l'être ». Ce lien de compréhension entre être et temps est aussi souligné par Christian Dubois : « Ce gigantesque ébranlement se produit d'abord en 1927, dans ce maître livre Être et Temps. Tout Être et Temps est tendu vers la possibilité de montrer et de dire ceci : être veut dire temps. ».
L'histoire métaphysique (ou histoire de la philosophie) va apparaître, écrit Jacques Taminiaux, « comme l'histoire de l'oubli croissant de l'Être, de la différence de l'être et de l'étant ».

#### La question du temps
Avec le fondement du Temps, Heidegger cherche à établir que l'être de l'homme n'est pas seulement « dans le temps », « temporel » comme l'on dit habituellement, mais qu'il « s'identifie » au temps. Selon l'expression d'Alain Boutot « le Dasein, est non seulement temporel en son être mais s'identifie au temps lui-même, non certes au temps conçu comme une suite de maintenant mais à une figure plus originaire du temps ». Le temps ordinaire, celui des horloges, dérive de la temporalité propre du Dasein : « Heidegger veut réserver un droit autonome au temps en tant qu'il jaillit de la temporalité du Dasein ».
Ce temps « extatique », propre au Dasein, dans une conférence de 1924, se décompose en trois moments ou extases : l'« à-venir », l'« avoir été », le « présent ». Cette conférence est suivie du cours sur les Prolégomènes à l'histoire du concept de temps professé à Marbourg en 1925, dans lequel ce « temps extatique » devient le phénomène qui se trouve à l'origine du temps normal ou vulgaire. Ce dernier n'est plus alors qu'un temps dérivé, qui trouve son fondement et sa possibilité dans le premier ; pour distinguer ce temps originaire, Heidegger le qualifie de « temporal », ou « historial ». Cet « être-là », est qualifié de temporal, selon Françoise Dastur, « parce qu'il constitue l'horizon unitaire du projet « extatique » du Dasein ».

### La question de l'existence
« Le Dasein ne peut être défini dans ce qu'il est, dans sa nature, que par sa manière d'être. Il a une manière d'être spécifique qui est nommée existence. » C'est donc à une analyse de l'existence du Dasein, autrement dit des vécus de l'homme, que Heidegger procède à travers ce qu'il appelle l'« analytique existentiale » qui tiendra lieu d'« ontologie fondamentale » ; analyse dont il espère qu'elle va pouvoir lui procurer la base métaphysique recherchée, « préparatoire à la question de l'être » et qui l'amène à explorer la structure d'un nouveau concept, celui d'« être-au-monde ».
Le rapport à une extériorité, à une « totalité » (l'homme est être-au-monde, il n'est pas possible de penser l'homme sans le monde), est ce qui se donne en toute priorité lorsque l'on cherche à caractériser l'homme en son être,.
L'« être-au-monde » se présente comme une structure unitaire en mouvement, complexe, que Heidegger va tenter d'unifier dans ses multiples moments en faisant appel au concept de « souci ». Ce « souci » (Die Sorge) reflète selon Jean Greisch « que la structure formelle du  Dasein consiste dans le fait qu'il est un étant pour qui dans son « être-au-monde », il y va de son être, le souci est le terme pour désigner l'être du Dasein tout court ».

« Le Dasein ontologiquement compris est Souci »

— Heidegger, Être et Temps, trad. Vezin, p. 91
.
Le Dasein dans le « souci de soi », est dans la nécessité de réaliser l'une ou l'autre de ses possibilités : soit être responsable de son existence, en ce cas il est qualifié d'« authentique », soit déposer cette responsabilité et être considéré comme « inauthentique ». L'inauthenticité est le fait d'un Dasein qui se comprend lui-même à partir de ce dont il se préoccupe et non pas à partir de son propre « pouvoir-être » fini, et dans ce cas se laisse conduire par le « On », qui représente l'expression de l'opinion moyenne. Le Dasein vivant la plupart du temps sur un mode impropre, se convoque lui-même (l'appel de la conscience) au nom de son étrangeté essentielle à quitter le « On », c'est-à-dire à quitter sa fascination pour le monde.

### Une nouvelle approche de l'être: le Dasein
La notion de Dasein tente de thématiser, selon Alain Boutot, l'homme que nous sommes nous-même, à travers sa détermination la plus essentielle, à savoir : « l'être qui comprend l'être ». L'« être » de cet étant, révèle progressivement sa complexité tout au long de l'analytique qui lui est consacrée dans Être et Temps. Au cœur de cette analyse, apparaît d'abord une structure fondamentale l'« être-au-monde », puis les multiples guises ou modes sous lesquels le Dasein journalier et quotidien apparaît : « être-jeté » ; « être-avec » ; « être-en-faute » ; « être-vers-la-mort ». Hadrien France-Lanord note à propos du sein « qu'il donne, en tant que verbe, sa résonance particulière à ce mot singulier qui est essentiellement un mouvement […] Dasein est un « avoir à être » ».

### Une nouvelle approche du Monde
« Le monde n'est plus une totalité objective d'étants, un contenant propre à recevoir des objets, mais la manière d'être qui est celle de l'être humain en tant que  Dasein » résume Dominique Saatdjian. La plupart du temps ignorée, cette mondéité (ce qui fait qu'un monde est monde, son essence) se montre dans Être et Temps d'une manière fugitive, au sein même de l'« ustensilité », lorsqu'elle ne joue plus, à même l'outil cassé et la rupture de la chaîne des renvois (voir les choses du monde).

## Le deuxième déploiement de pensée
Alain Boutot résume ainsi l'orientation de ce deuxième déploiement, correspondant au « Tournant » (die Kehre) des années 1930 : « Alors qu'à l'époque d'Être et Temps, Heidegger abordait la tradition à la lumière de l'ontologie fondamentale, il l'envisagera, après le tournant, à la lumière de la pensée de l'être ».

### La question de la vérité
Dès Être et Temps, Heidegger interroge un concept pivot de la métaphysique, celui de « Vérité », défini depuis Aristote comme adéquation entre l'idée et la chose, qui de fait s'est historiquement prêté à de nombreuses variations rappelle Jacques Taminiaux. Dans des analyses célèbres portant sur des fragments de textes attribués aux premiers pré-socratiques, Heidegger exhume le « sens originaire du concept de vérité » comme Alètheia ou dévoilement (Unverborgenheit), qui n'est pas un concept de relation, mais que Heidegger interprète, en prenant appui sur l'« a » privatif appliqué à la Léthé, comme l'expression d'un « surgissement hors du retrait ». Une première mutation de l'essence de la vérité est survenue avec la détermination platonicienne de l'être comme idea, premier pas que Heidegger va qualifier de « catastrophe »,.

### Les époques de la vérité
Ce concept, après sa forme scolastique, a subi au cours du temps de nombreuses autres métamorphoses, mais la variation décisive pour l'avènement du règne de la « Technique », c'est-à-dire, de la modernité, se trouve formulée dans les travaux de Descartes avec la prévalence absolue de la « vérité-certitude » qui impose aux choses de se soumettre, dans un complet renversement, à la mathesis. Connaître est devenu le moyen de s'assurer d'un pouvoir sur l'étant.

#### L'oubli de l'être et le tropisme grec
Hans-Georg Gadamer déclare à propos de la lecture que fait Heidegger des premiers penseurs : « Mais ce sont malgré tout des interprétations archaïsantes de Heidegger qui, en y flairant une expérience originaire de l'être (et du néant), nous ont fait sentir la nécessité de nous approcher de ces textes, dans toute leur obscurité et leur brièveté fragmentaire, en les lisant à rebours de la conception hégelienne de la « raison dans l'histoire » de la pensée. » Il s'agit pour Heidegger de conquérir, à l'encontre de toutes les visions réductrices qui prétendent comprendre à partir de nos préoccupations modernes un tout autre monde, une dimension qui fasse droit à leurs pré-occupations de penseurs dans la Grèce archaïque (celle d'Homère).

#### Dépassement de la métaphysique et autre commencement
Après l'échec d'Être et Temps et l'épisode du Rectorat (1933), s'affirme le thème, nouveau pour lui, du « dépassement de la Métaphysique ». La problématique du « sens de l'être » va laisser place à la question de la « vérité de l'être », dont la révélation du « voilement » accaparera dorénavant les efforts du philosophe, note Jean Grondin.
Quant à l'idée d'un « autre commencement », il ne faut pas l'entendre en un sens chronologique où un « commencement » succéderait à un « autre commencement », dans un enchaînement causal, car il ne fait signe vers aucune philosophie de l'histoire, ni sur l'idée d'un progrès de l'humanité ou celle d'un déclin, tout ceci appartient en propre à la métaphysique et à son besoin de « calculabilité ». L'autre commencement prétend, par-dessus la métaphysique, reprendre source directement à l'origine, à l'écoute de la dynamique cachée de l'histoire de l'« être ». Il s'agit, de se retourner pour retrouver, à travers la « Répétition », le point inaugural d'un autre chemin possible de la pensée, d'un « autre commencement ». « Le premier commencement qu'est la métaphysique n'est pas une « cause », qui à un moment donné de l'histoire aurait l'autre commencement de la pensée pour « effet », elle est une origine, une Ursprung qui demande à devenir plus « originaire » », écrit Martina Roesner.

#### L'époque de la Technique comme phase ultime de l'histoire de l'être

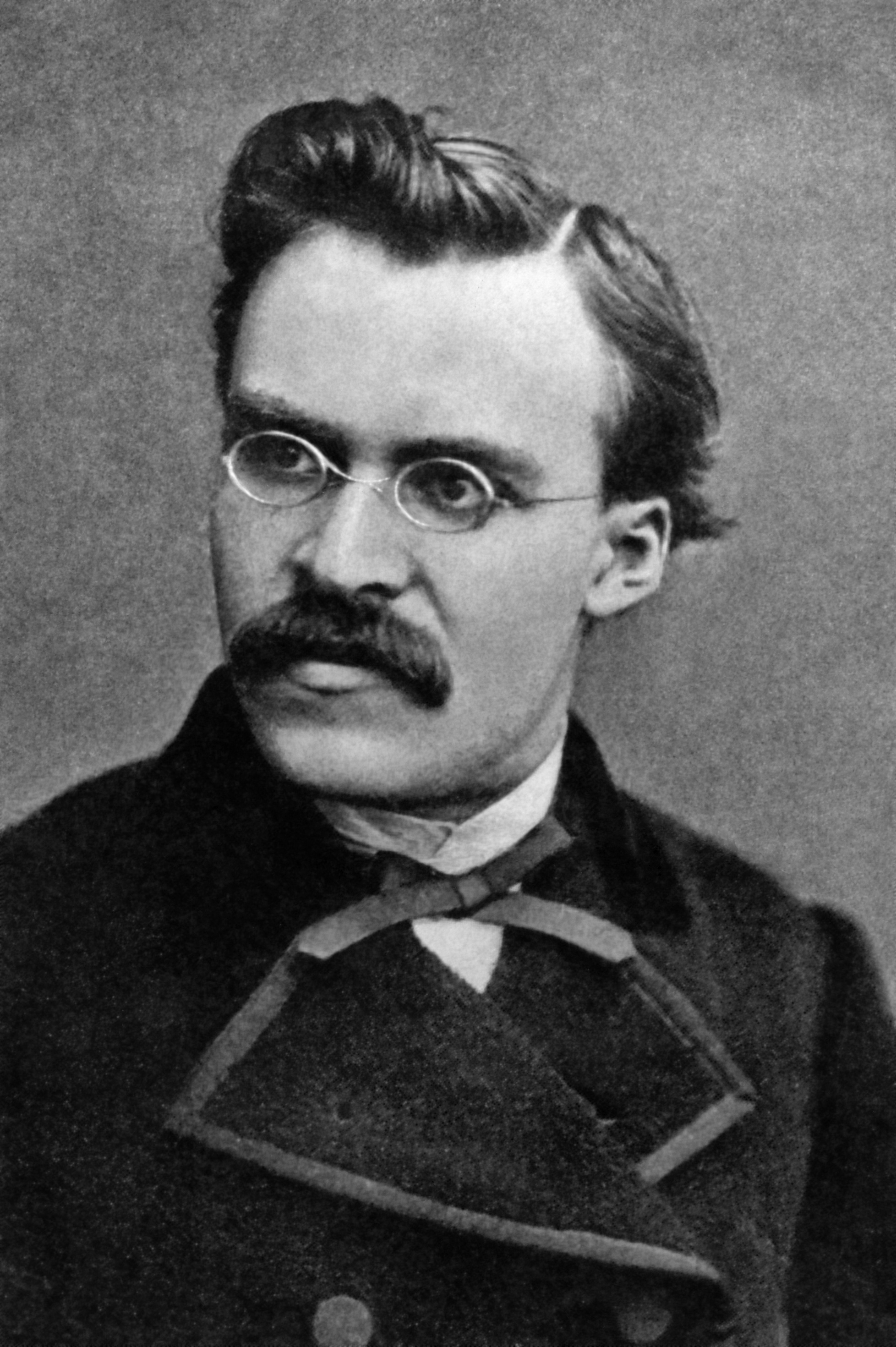
Friedrich Nietzsche.

Dans ses derniers travaux, Heidegger s'est attaché à mettre au jour les fondements métaphysiques de la modernité. L'étude de ces fondements « engage la remémoration interrogative de la longue histoire de la métaphysique », à faire un pas en deçà de la Technique, que Jacques Taminiaux qualifie de « figure de la métaphysique qui régit notre présent et planifie notre avenir ».
« Le phénomène fondamental des temps modernes n'est pas la science pour Heidegger, mais la Technique, dont la science elle-même n'est qu'une des multiples facettes », écrit Alain Boutot. Pour Heidegger la technique moderne « ne se résume pas à la mise en œuvre de procédés pour obtenir un résultat déterminé » (sens trivial actuel) ; en son essence la Technique est « un dévoilement » en vertu duquel, « la nature est mise en demeure de livrer une énergie ». La Technique est parallèle à l'universalisation de la pensée calculatrice « qui planifie tout ce qui est, qui bien avant le machinisme a conçu la nature comme un vaste mécanisme. », ajoute Jacques Taminiaux. Alain Boutot expose : « Conçue ainsi, la Technique n'a jamais selon Heidegger un sens étroitement technologique mais possède une signification métaphysique en caractérisant le type de rapport que l'homme moderne entretient avec le monde qui l'entoure ».
C'est cette volonté de calculabilité universelle, y compris sur l'humain, que Heidegger va explorer sous le nom de « nihilisme » dans son cours sur Nietzsche, et dont il fait commencer le règne avec la naissance de la métaphysique. Jacques Taminiaux dans sa contribution intitulée L'essence vraie de la Technique fait un bref résumé de l'histoire de la métaphysique. Dans une étape ultime, l'époque moderne de la Technique, dessine un homme, bien moins maître de lui, mis en demeure par le Gestell – traduit difficilement par « dispositif », ou « déferlement de la Technique ». Jacques Taminiaux constate : « Bien plutôt, il est lui-même mis en demeure par le  gestell, défié par celui-ci, comme par un appel qui ne cesse de lui demander des comptes et de lui intimer d'aborder tout ce qui est, comme un fonds sommé de donner ses raisons. et il conclut « S'il en va bien ainsi, combien naïves les conceptions qui réclament que l'homme reprenne en main la Technique ou lui ajoute un supplément d'âme. » »

### Un drôle d'humanisme

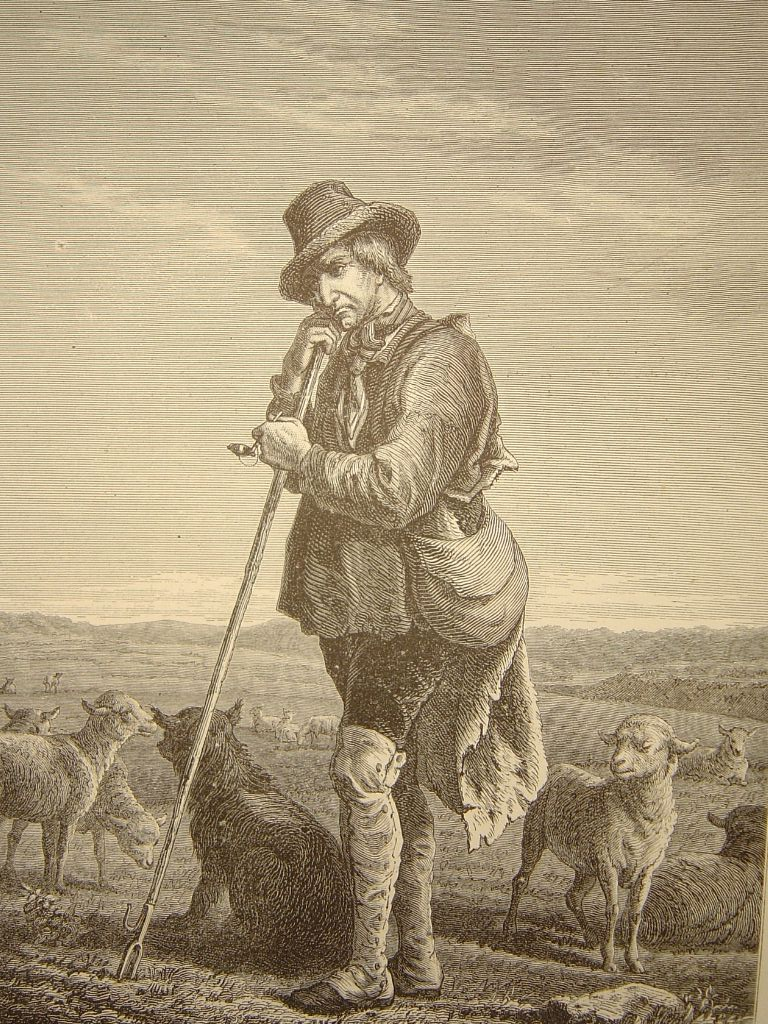
Le berger, gravure de Victor Dedoncker

#### L'homme habite en poète
Heidegger, inaugure dans ses œuvres de maturité un humanisme de l'« habiter », dans une espèce de retour à l'« éthos » – ἦθος grec – contre un humanisme traditionnel de l'« essence », où la question de l'homme « va briller par son absence ». Cet humanisme que Heidegger lui-même qualifie d'« une étrange sorte d'humanisme » (« ein Humanismus seltsamer Art »), expression rapportée par Jean-François Marquet. Ce dernier précise, en redéfinissant le terme « Wesen » à partir de son étymologie tirée du vieil allemand : « l'humanisme de Heidegger se définit ainsi non comme un humanisme de l'homme pensé comme sujet, mais comme un humanisme du « Wesen », de l'« habiter » de l'homme, de son éthos… »
En parallèle, Heidegger souligne dans la Lettre sur l'humanisme combien est importante ce qu'il appelle « la maison du langage », cet « habiter » par la parole en tant que « vérité de l'être ». Par le langage, « L'homme habite en poète », comme le dit Hölderlin, dans une expression que Heidegger reprend à son compte. Encore faut-il que le langage demeure dans la vérité de son essence et ne se dégrade pas, au point de devenir un simple outil de communication, auquel cas, comme le dit Jean-François Marquet, le destin de l'homme d'aujourd'hui resterait « wahr-los, sans garde comme sans vérité, sans nom, comme sans patrie, dans la mesure même où la parole a cessé d'être pour nous la maison pour devenir un outil ».
Dans cette même Lettre sur l'humanisme, Heidegger recourt à la métaphore du berger ; l'homme perd ce qui lui restait de caractère auto-centré pour devenir, dans son Dasein, le lieu, l'éclaircie, où peut se déployer l'événement de l'être ; il se fait « gardien de la vérité de l'être ».

#### L'errance de l'homme
Ailleurs, dans Introduction à la métaphysique, publié en France en 1958, Heidegger soutient, que l'homme est par essence Unheimlich, c'est-à-dire sans abri et sans foyer, livré sans défense aux turbulences de l'être, thèse que Heidegger aurait tirée de la lecture des tragédies de Sophocle, selon Françoise Dastur, notamment Œdipe roi, interprétation qui est reprise avec force dans la Lettre sur l'humanisme. Alain Boutot précise que selon Heidegger « l'errance n'est pas imputable à la faiblesse ou à l'inattention de l'homme […] la dissimulation appartient à l'essence originaire de la vérité ».

### Un monde se donne à voir

#### L'œuvre d'art comme dévoilement

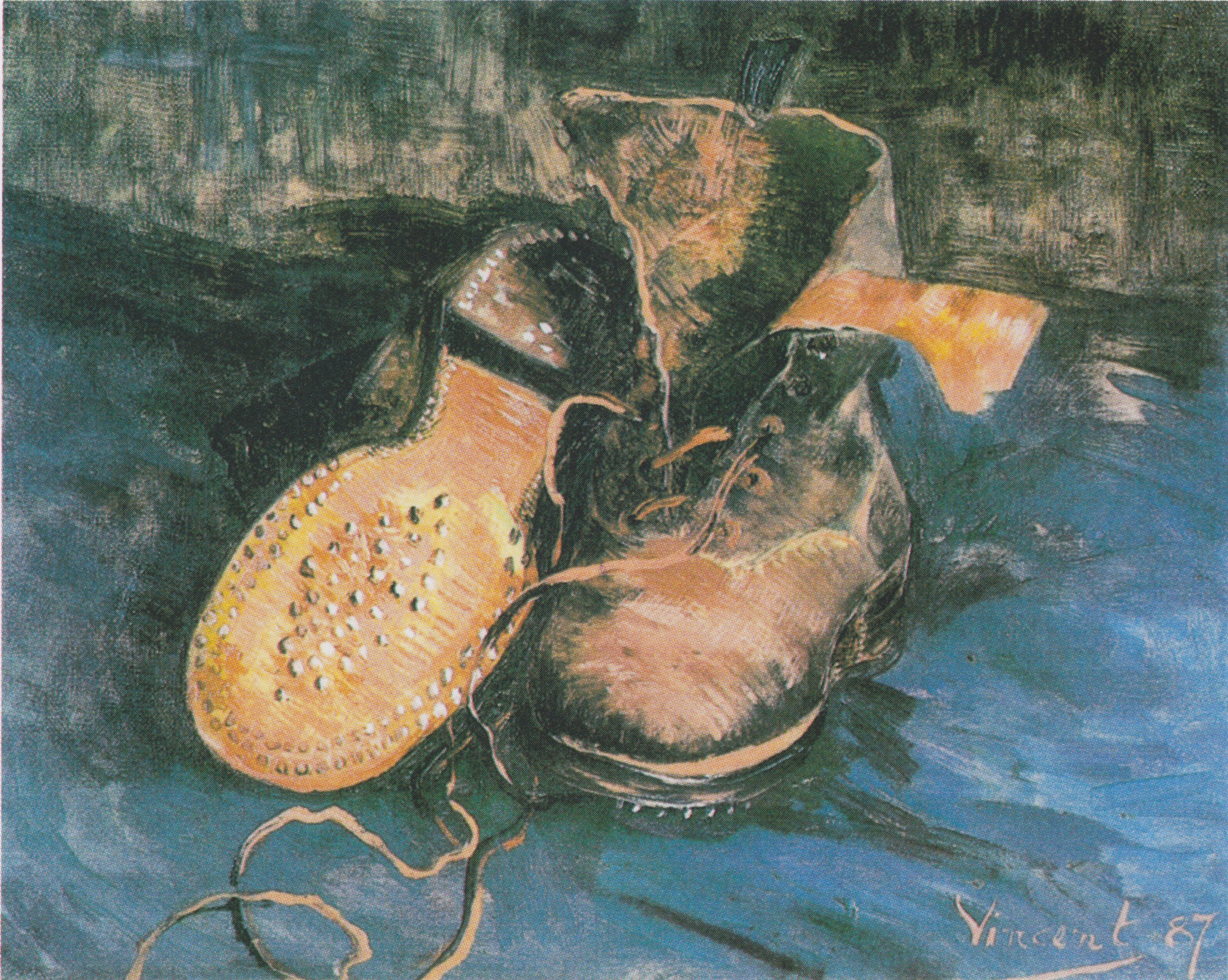
Van Gogh – Les souliers

Dans la conférence de 1935 L'origine de l'œuvre d'art (Der Ursprung des Kunstwerkes), Heidegger lie la question de l'essence de l'art à celle de l'« être ». L'expérience qu'il en fait, remarque Alain Boutot, tourne le dos à la démarche « esthétique » traditionnelle centrée sur le goût, qui « n'apparaît qu'avec la métaphysique et plus précisément avec Platon ». « Ce dont il s'agit de se départir c'est aussi des concepts platoniciens et aristotéliciens qui du fond d'une longue histoire dirigent l'abord des œuvres et leur pré-compréhension », précise Christian Dubois. La destruction des présupposés de la science esthétique, qui va « permettre d'accéder à l'œuvre d'art pour la considérer en elle-même », est solidaire de la destruction de l'histoire de l'ontologie. « La science esthétique n'atteint pas le propre de l'art, car selon Heidegger l'œuvre d'art ne présente jamais rien, et cela pour cette simple raison qu'elle n'a rien à présenter, étant elle-même ce qui crée tout d'abord, ce qui entre pour la première fois grâce à elle dans l'ouvert. »
L'œuvre d'art va devenir une puissance qui ouvre et installe un monde, la vérité de l'être qui s'y exprime ne sera plus l'effet de la connaissance humaine mais celui d'une alètheia, d'un dévoilement – « l'œuvre d'art est puissance avérante d'un monde », écrit Christian Dubois.

#### La poésie avec Hölderlin
Heidegger consacrera, à partir des années 1930 et jusqu'à la fin de sa vie, de nombreuses études à la poésie et notamment à celle de Hölderlin, avec lequel il entreprend un véritable dialogue au sommet,. On ne saurait exagérer l'importance du poète, estime Heidegger. Selon Christian Dubois : « Le penseur dit l'être ; le poète nomme le sacré. »

#### L'Ereigniset la Quadrité
La dernière figure du monde s'expose sous le concept d'Uniquadrité (das Geviert), qui regroupe les quatre puissances élémentaires du ciel, de la terre, des hommes et du divin, dont Alain Boutot précise qu'il est « le fondement sans fond à partir duquel tout ce qui est, non seulement les quatre qui le composent, mais aussi les « choses » qu'il abrite, se trouve libéré et porté jusqu'à soi-même », et que Heidegger met au jour pour la première fois dans la conférence La chose – « choses » dont il montre, à travers l'exemple de la cruche, que l'être (la « choséité ») ne se limite pas à l'utilité.

### Le danger (die Gefahr)
Avec Heidegger, l'Être est sommé de rendre compte des pires excès de l'histoire contemporaine (notamment l'extermination industrielle de l'homme par l'homme). Il s'agit de s'atteler à la tâche de penser ce qui les a rendus possibles, écrit Gérard Guest, « car le mal ne peut plus être circonscrit à ce qui est moralement mauvais, ni non plus limité à n'être jamais qu'un défaut et un manquement au sein de l'étant ».
Heidegger nous en avertit :

« Avec l'Indemne tout ensemble apparaît, dans l'éclaircie de l'Être, le Mal. (Mit dem Heilen zumal erscheint in der Lichtung des Seins das Böse.) »

— Heidegger, Lettre sur L'humanisme, Aubier, page 156
Heidegger aura été le penseur du « danger en l'Être » et celui de la « malignité de l'Être », notamment celui qui nous avertit du danger qui gît au cœur de « l'aître de la technique planétaire », lequel a d'ores et déjà atteint « l'être humain dans son être même ».

## Critiques de fond et principales controverses
Un certain nombre de penseurs se sont illustrés en apportant des critiques de fond à la pensée heideggérienne, tels, en premier, son professeur, Edmund Husserl, mais aussi Helmuth Plessner, Georg Misch, Ernst Cassirer, Emmanuel Levinas, Hans-Georg Gadamer, Eugen Fink, Michel Henry. Les critiques animées principalement par des motivations politiques quant à l'attitude de Heidegger vis-à-vis du IIIe Reich, comme celles de Karl Löwith, ont été écartées.
C'est peut être à travers les jugements critiques consacrés à son œuvre que l'on mesure le mieux l'ampleur de l'apport de Martin Heidegger à la philosophie contemporaine.

### Pour Edmund Husserl, Heidegger a trahi la phénoménologie

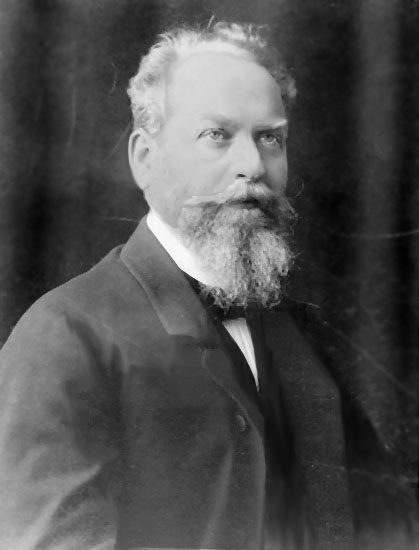
Edmund Husserl en 1900

Il est impossible ici de détailler tout ce que le philosophe Heidegger doit à son maître Edmund Husserl.
Pour Husserl, le discours sur l'Être est la même chose que l'installation dans l'attitude naturelle, note Gérard Granel. Dans les marges de son exemplaire de Sein und Zeit, Husserl note : « Heidegger transpose l'élucidation […] de toutes les régions de l'étant et de l'universel, la région totale monde, dans l'ordre de l'anthropologie. Toute la problématique est un transfert : à l'ego correspond Dasein, etc. ; par là tout prend une profondeur de sens pleine d'obscurité. » Selon Hadrien France-Lanord, cette lecture repose sur « une mésentente à propos du terme Dasein, purement et simplement assimilé à la réalité humaine », qui conduit Husserl à croire que Heidegger est « en train d'échafauder une nouvelle anthropologie ». Selon Robert Brisart, Heidegger cherche, au contraire du reproche de Husserl, « à montrer que ce n'est pas dans son comportement quotidien que le Dasein peut se frayer un chemin jusqu'à la compréhension authentique de son existence ».
À quoi Heidegger répliquera que l'ego transcendantal de son maître n'est à tout prendre qu'un subjectivisme transcendantal et que lui seul, en reprenant à neuf la question de l'être, abandonnée depuis longtemps, a pu s'extraire de la perspective anthropologique qui imprègne toute la pensée philosophique depuis Descartes. C'est d'ailleurs ce même argument qu'il va opposer à ceux qui veulent l'intégrer dans la philosophie de l'existence (die Existenzphilosophie) en compagnie de Kierkegaard, Jaspers et Sartre,.
C'était reprendre d'une manière moins révérencielle le constat de divergence établi dès 1927 où dans une célèbre lettre à Husserl, Heidegger a bien mis en évidence le point fondamental qui le séparait de son maître :

« Nous sommes d'accord sur le point suivant que l'étant, au sens de ce que vous nommez « monde », ne saurait être éclairé dans sa constitution transcendantale par retour à un étant du même mode d'être. Mais cela ne signifie pas que ce qui constitue le lieu du transcendantal n'est absolument rien d'étant – au contraire le problème qui se pose immédiatement est de savoir quel est le mode d'être de l'étant dans lequel le « monde » se constitue. Tel est le problème central de Sein und Zeit – à savoir une ontologie fondamentale du Dasein. »

Autrement dit, avec Heidegger, l'« enquête phénoménologique » ne doit pas tant porter sur les vécus de conscience, que sur l'être pour qui on peut parler de tels vécus, et qui est par là capable de phénoménalisation, à savoir le Dasein, c'est-à-dire, l'existant.

### Helmuth Plessner et la critique de l'analytique existentiale
Dès 1928, Helmuth Plessner, dans son livre Les degrés de l'organique et l'homme, se démarque explicitement de la voie de l'analytique du Dasein, accusée d'écarter la « vie » au profit de l'« existence ». La question essentielle qui fait débat en ce début de XXe siècle, c'est la question de l'essence de l'homme, de son unité, et donc l'élaboration d'une « anthropologie scientifique » qui puisse rassembler l'ensemble de ses déterminations. Helmuth Plessner, qui s'appuie sur les travaux des biologistes, considère qu'il y a de la naturalité dans la capacité de l'homme à transformer son environnement naturel en environnement culturel. Face à Heidegger et à la primauté qu'il accorde à l'existence, Helmuth Plessner soutient que « la vie recèle l'une de ses possibilités, l'existence », et qu'il n'y a pas, ce point acquis de la primauté de la vie, de désaccord profond sur l'analytique du Dasein.
Pour Heidegger, néanmoins, le malentendu est autre ; il réside dans la possibilité même d'une « anthropologie scientifique », qui reste pour lui un concept ambigu, soit la définition de l'homme comme un étant parmi d'autres étants, et donc une simple ontologie régionale, soit un étant dit certain, à la manière cartésienne, ce qui implique comme fondement la subjectivité humaine. Dans l'un et l'autre cas, l'anthropologie scientifique ne peut prétendre à être un fondement de la pensée philosophique. Comme le dit Heidegger, l'anthropologie devient une sorte de « dépotoir » de toutes les questions non résolues.
Helmuth Plessner élargit sa critique en soulignant le caractère anhistorique de l'analytique existentiale et les conséquences qu'elle entraîne. Heidegger ne proposerait que des définitions « neutres » de l'existence humaine, à partir desquelles aucune analyse politique ne puisse être élaborée, ni aucune décision prise par rapport à une conjoncture historique et politique. Or, explique Helmuth Plessner, l'essence de l'homme n'existe pas, elle ne tient dans aucune définition, parce qu'il est appelé à se déterminer lui-même dans l'histoire, de manière historique et selon les situations où il devient ce qu'il a décidé d'être. Helmuth Plessner soutient que l'Homme ne peut être contenu dans « aucune définition neutre d'une situation neutre ». En 1931, il écrit Le Pouvoir et la nature humaine, après la percée des nationaux-socialistes aux élections de 1930. C'est dans ce contexte qu'il exhorte la philosophie à se réveiller de son rêve, à cesser de croire qu'elle pourra saisir le « fondement » de l'homme. Son concept d'historicité l'amène à penser qu'elle doit se risquer dans le domaine de la politique et prendre la responsabilité de s'affronter à ses dangers.
Toujours selon Helmuth Plessner, la politique est définie manière très « machiavelienne » comme « l'art de l'instant favorable, de l'occasion propice », ce que les Grecs appelaient le kairos et ce pourquoi Machiavel associait la fortuna à la virtù nécessaire à l'homme politique. Et en 1931, l'impératif du moment, pour un philosophe, est précisément de saisir la dimension politique qui construit l'homme, son appartenance à un peuple qui est son trait distinctif, et l'importance de la nationalité (Volkstum). Helmuth Plessner adresse par là une seconde critique à Heidegger : celle de ne pas accorder suffisamment d'attention à la nationalité, à partir de laquelle se posent tous les problèmes politiques d'un peuple. L'homme n'existerait que dans l'horizon de son peuple. Selon Plessner, la philosophie de l'authenticité ne fait que creuser le fossé, traditionnel en Allemagne, entre « une sphère privée du salut de l'âme et une sphère publique du pouvoir ». Selon lui, Heidegger favorise ainsi l'indifférence en politique.

### Ernst Cassirer et la défense du rationalisme

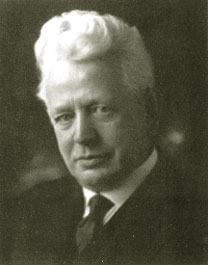
Ernst Cassirer.

La rencontre de Davos, en 1929 a donné lieu à une confrontation célèbre entre Ernst Cassirer, tenant de la tradition rationaliste, et Heidegger. Le débat s'est noué autour de l'interprétation du kantisme ainsi que de la place de l'angoisse et de la finitude. Ce qui, pour Heidegger, est une situation indépassable, peut être pour Cassirer transcendé dans la succession infinie des formes intellectuelles et dans la percée éthique vers l'intelligible et les valeurs universelles.
Cassirer était l'un des chefs de file de l'école de Marbourg, un courant philosophique qualifié de « néo-kantien ». Le kantisme affirme que la raison est inapte à comprendre le monde tel qu'il est. D'où cette conséquence révolutionnaire : la vérité ultime sur le monde sera à jamais inaccessible à la pensée. Dans sa Critique de la raison pure, Kant affirme en effet que la connaissance sur le monde est bornée par des « catégories a priori de l’entendement ». En d'autres termes, nos connaissances sont modelées par des cadres mentaux qui préexistent à toute expérience. Ainsi, la perception du temps (linéaire), de l'espace (à trois dimensions), ou de la causalité (chaque chose à une cause qui la précède) ne reflètent peut-être pas la nature profonde du monde, mais expriment plutôt la structure de notre esprit. Tel était le sens de la « révolution copernicienne » inaugurée par Kant.
Ernst Cassirer poussait plus loin la démarche kantienne. Kant s'est surtout intéressé aux pouvoirs et aux limites de la « raison pure ». Or notre connaissance passe aussi par d'autres formes de connaissance : le langage, le mythe, l'art, qu'Ernst Cassirer rassemble sous le nom de « formes symboliques ». Pour l'homme, l'eau est aussi une idée, un mot, qui renvoie à d'autres mots, d'autres idées : la fraîcheur, la pureté, la mer, la vie, etc. Le serpent effraie la souris qui ne voit en lui qu'un danger mortel. Pour l'homme, le serpent peut aussi prendre la figure d'un symbole : il évoquera le poison, la tentation, le sexe masculin, etc. C'est par ce jeu de correspondances que fonctionnent les mythes ou la poésie, précise Cassirer. La fonction du symbole est d'ouvrir la pensée humaine à une créativité et une liberté sans fin, c'est lui qui établirait la démarcation entre l'homme et l'animal.
Heidegger a une conception plus rude de l'être de l'homme, comme « être-jeté » et « être-vers-la-mort », plongé dans le temps, aux prises avec sa liberté, sa finitude, et sa mort. Ce débat portait au fond sur la nature de la pensée et le propre de l'homme. La pensée est-elle réductible au langage et à ses « formes symboliques » comme le pense Ernst Cassirer ? Est-elle plutôt ancrée dans l'image et la perception du temps, comme le pense Heidegger ? Le langage ou l'imagination : quel est le propre de l'homme ? Voilà la question qui fut posée à Davos.
L'écart théorique ne doit pas toutefois être exagéré, comme le soutient Servanne Jollivet : Cassirer le kantien n'était pas tout à fait insensible à la reconduction effectuée par Heidegger de tout étant subsistant à un mode plus originaire qui serait son « utilisabilité ».

### Rudolf Carnap et la logique du langage
En 1931, Rudolf Carnap reprend les idées développées par Wittgenstein dans son Tractatus logico-philosophicus. Passant au crible un passage de Qu'est-ce que la métaphysique ?, il en conclut à un énoncé dénué de sens (pseudo-proposition « qui ne contient que des mots pourvus de signification, mais agencés de telle façon qu'il n'en résulte aucun sens »). Une partie de la controverse est centrée sur l'utilisation de nichts / Das Nichts, que Heidegger modifiera dans une version ultérieure. Cette polémique induira une opposition durable entre les deux hommes : Heidegger parlera encore en 1964 de « deux positions d'antagonismes extrêmes » de la philosophie contemporaine.

### Emmanuel Levinas et la revendication éthique
Selon Emmanuel Levinas, Heidegger, en exaltant les rapports pré-techniques de l'homme avec la nature, conduirait l'ontologie à devenir une ontologie de la nature, puissance impersonnelle et sans visage, matrice des êtres particuliers subordonnant le rapport à autrui à la relation avec l'être en général, menant fatalement à la tyrannie.
Dans Heidegger, Gagarine et nous, Levinas écrit percevoir chez Heidegger, fasciné par Hölderlin, « le désir de retrouver une enfance pelotonnée mystérieusement dans le Lieu, s'ouvrir à la lumière des grands paysages, à la fascination de la nature, aux majestueux campements des campagnes », « sentir l'unité qu'instaure le pont reliant les berges de la rivière et l'architecture des bâtiments, la présence de l'arbre, le clair-obscur des forêts, le mystère des choses, d'une cruche, des souliers éculés d'une paysanne, l'éclat d'une carafe de vin posée sur une nappe blanche » ; d'où sa conviction que Heidegger considère négativement tout ce que l'homme a rajouté à la nature.
D'ailleurs la nature y parle poétiquement et anonymement, mais aussi le langage, dont le centre de gravité n'est plus dans l'homme, le prochain, mais dans l'Être. D'où pour un philosophe porté par la tradition juive tel que Levinas, la dénonciation immédiate de la tentation de l'enracinement et du paganisme naturaliste dont Heidegger se ferait l'écho. Levinas ira jusqu'à dire que la Technique nous délivre des attachements terrestres (sic), des « dieux du lieu et du paysage » dont elle nous a montré « qu'ils ne sont que des choses, et qu'étant des choses ils ne sont pas grand-chose ».
Dans Totalité et Infini, Levinas décrit l'homme dans un rapport au monde essentiellement axé sur la sensibilité, la jouissance et le jeu, rapport étranger à la finalité et à l'utilitarisme qu'ignorerait le Dasein heideggérien dans son être-au-monde imprégné de significativité. Ici le monde des choses ne s'ordonne pas prioritairement en vue d'une finalité (produire un objet, satisfaire un besoin), mais d'abord dans et par la jouissance qu'elles peuvent procurer. Il y a de la jouissance dans l'absorption de nourriture avant sa nécessité biologique, comme dans l'étude avant le diplôme, et même dans la souffrance du gréviste de la faim qui se repaît de la compassion publique ; la sensibilité et la jouissance sont premières et antérieures à toute intentionnalité et représentation. Levinas écrit : « Il est curieux de constater que Heidegger ne prend pas en compte la relation de jouissance ».
Plus obsédante et pourtant moins justifiée, sur le plan de l'analyse du Dasein, apparaît la revendication éthique à travers l'ineffabilité du visage d'autrui, de celui qu'il présente comme infiniment autre, que Levinas reproche à Heidegger de n'avoir pas perçue. Il est certain que Heidegger évite le langage prophétique, mais on ne peut rien en déduire quant à la capacité de l'être-avec d'entendre ou non l'appel de celui que Levinas nomme « l'infiniment autre » ; la conception de Heidegger échappe sur ce plan (comme sur les autres) à la critique de Levinas.
Enfin, de la priorité de l'éthique sur l'ontologie fondamentale, Levinas est amené à attribuer à ce qu'il appelle « la responsabilité pour autrui » le rôle moteur dans la constitution du sujet autonome et dans la naissance de la conscience de soi comme d'emblée « en dette », rôle que Heidegger confie en tout premier lieu à l'anticipation de sa mort par le Dasein.
Gérard Bensussan expose une différence essentielle entre « l'Angoisse heideggérienne » et l'« Inquiétude lévinasienne » : si l'Angoisse met le Dasein en face de lui-même, et le révèle à soi, l'Inquiétude le « désaproprie », le déporte de l'être plus absolument, le met en présence du « néant », du désert humain de son « être-au-monde », et ceci d'une manière irréparable.

### Michel Henry et la complexité du Monde de la vie
Entre Heidegger et Michel Henry, Jean Greisch relève, après quelques convergences, une opposition frontale sur des positions phénoménologiques fondamentales quant à l'être humain. L'un et l'autre ont, à des étapes différentes de leur parcours, pris appui sur une interprétation phénoménologique du christianisme, plus précisément du christianisme primitif pour Heidegger (se reporter à Phénoménologie de la vie religieuse).
Jean Greisch fait d'abord état de trois convergences phénoménologiques manifestes :
1. c'est à partir des tourments de l'expérience de la vie du chrétien que l'un et l'autre tentent de trouver la signification radicale de la vie et des modalités de sa phénoménalisation ;
2. l'un et l'autre récusent toute approche objectiviste de la vie facticielle (voir Dasein) ;
3. l'un et l'autre doivent faire face au phénomène de la « fuite » de l'être humain par rapport à lui-même.

Ce qui les oppose c'est d'abord l'impossibilité pour Michel Henry de souscrire à la thèse d'un monde qui, comme horizon de compréhensibilité, consacre, pour lui, le triomphe de la représentation, et cette dernière ne peut en aucun cas nous permettre de comprendre la vie chrétienne.
Ils sont ensuite opposés sur leur vision de Descartes. Heidegger, afin d'asseoir sa polémique anticartésienne et sa propre vision, aurait déformé dans Nietzsche II le sens du Cogito en assimilant abusivement Cogitare et percipere, réduisant le représenté à un étant devant soi, un disponible. « À partir de là, le représenté n'est plus seulement donné mais dis-posé en tant que disponible, établi et assuré comme ce sur quoi l'homme peut régner en maître », interprétation qui va permettre à Heidegger d'enchaîner son argumentation sur la marche de la métaphysique vers la primauté absolue de la Subjectivité. Michel Henry veut sauvegarder l'essence originelle et immanente de la pensée et de la phénoménalité et lutter contre l'idée de la représentéité. La phénoménalité originelle s'accomplit comme ipséité dans une auto-affectation immédiate et sans distance.

### Michel Haar, leDaseinà l'épreuve de la vie
Dans son livre Heidegger et l'essence de l'homme, Michel Haar met à l'épreuve de la vie, notamment, les concepts fondamentaux de Dasein, d'être-pour-la-mort, d'« être-jeté » et de « Devancement ». Il en relève les contradictions et les limites.

### Hans-Georg Gadamer
Selon Jean Grondin, Hans-Georg Gadamer, lui-même philosophe célèbre, élève et ami personnel de Martin Heidegger, nous offre à travers son livre Les chemins de Heidegger un témoignage exceptionnel sur le chemin de pensée complexe de son maître, avec ses impasses, ses reprises et ses percées révolutionnaires. Ce livre n'est toutefois pas un simple panégyrique mais un dialogue plein de doutes ainsi qu'une confrontation de haut niveau.

### Gabriel Marcel
Si Gabriel Marcel semble rejoindre Heidegger sur la question de la Technique, il s'est en revanche totalement opposé à une de ses thèses fondamentales, selon laquelle l'homme serait un être-pour-la-mort, autrement dit obsédé par la mort.
L'horizon existentiel de l'homme ne saurait être la mort, nous dit Gabriel Marcel – en ignorant la signification existentiale de l'expression être-pour-la-mort. Selon lui, lorsque l'homme se voit confronté au temps comme un parcours entre un point de départ et un point d'arrivée, son humanité se réduit. Le cri existentialiste héroïque qui veut doter de signification la vie dénuée de tout sens est, pour Marcel, existentiellement une illusion. L'homme n'est pas un être-pour-la-mort même s'il est un être mortel.

### Paul Ricœur
Paul Ricœur (1913-2005), faisant référence à Spinoza, affirmait que la philosophie est une méditation de la vie et non de la mort. Heidegger se serait trompé en plaçant le Dasein dans une projection déterminée par l'horizon de la finitude.

### Günther Anders
Günther Anders, philosophe et essayiste allemand, élève de Heidegger dans les années 1920 et premier époux d'Hannah Arendt, dans son livre Sur la pseudo-concrétude de la philosophie de Heidegger, critique radicalement l'ontologie heideggérienne présente dans ses textes d'avant la Seconde Guerre mondiale, notamment Être et Temps (1927), et du concept de Dasein. Publié en 1948 lors de son exil aux États-Unis en tant que juif allemand, il tente de démontrer que la pensée existentiale d'Heidegger comportait déjà les éléments de compatibilité avec le nazisme, notamment par son intérêt pour l'abstraction dépolitisante de l'être et du désintérêt pour la réalité humaine des êtres.

### Northrop Frye
Northrop Frye, critique littéraire canadien anglais, écrivit qu'Heidegger posait la question comme ceci: «pourquoi y a-t-il des choses au lieu du vide ?», alors que lui Frye dirait : «pourquoi voulons-nous savoir?». Pour Frye, vouloir savoir converge vers le processus de comprendre l'emprise de la culture sur la vie sociale. Pourtant il ajoutait qu'Heidegger voyait l'homme comme le serviteur du langage et que cette vision rattache l'humain à une transcendance de sa condition.

### Pierre Bourdieu
En 1975, Pierre Bourdieu se livre à une sévère critique de l'Être et Temps, sur la base d'une analyse lexicale.

## Notoriété et influence
Hans-Georg Gadamer parlera de succession de pensées et de chemins nouveaux, exerçant une influence presque « suffocante » sur la philosophie européenne des cinquante dernières années du XXe siècle.
Heidegger eut notamment pour élèves : Hannah Arendt, Leo Strauss, Emmanuel Levinas, Jean Wahl, Hans Jonas, Herbert Marcuse, Max Horkheimer, Oscar Becker, Walter Biemel, Karl Löwith, Hans-Georg Gadamer, Eugen Fink, Jan Patočka, Peter Sloterdijk et Blankenburg.
L'importance donnée à Heidegger dans les courants de la phénoménologie et de la philosophie postmoderne est très grande. De nombreux philosophes de renom en Europe ont été soit formés à la pensée de Heidegger, soit largement influencés par son œuvre. En Italie, c'est le cas de Giorgio Agamben, Massimo Cacciari, Ernesto Grassi et Gianni Vattimo, parmi d'autres ; en Allemagne, Ernst Tugendhat et Peter Sloterdijk ; en Espagne, José Ortega y Gasset, Xavier Zubiri et Julián Marías ; en Grèce, Kostas Axelos ; en Roumanie, Alexandru Dragomir. Aux États-Unis ou au Canada, nombreux sont également les penseurs qui, tels Hubert Dreyfus, Stanley Cavell ou Richard Rorty, ou encore Charles Taylor, se réfèrent à Heidegger et ont reconnu son influence. Emmanuel Levinas parle à ce propos de « la dette de tout chercheur contemporain par rapport à Heidegger – dette qu'il lui doit souvent à regret ».
La réception de l'œuvre heideggérienne parmi les philosophes analytiques est différente. À l'exception d'une recension favorable d'Être et Temps par Gilbert Ryle dans l'article « Mind of Being and Time » peu de temps après sa publication, les contemporains analytiques de Heidegger considérèrent autant le contenu que le style comme des exemples de la pire façon de faire de la philosophie. De grands noms issus de ce courant ont toutefois été influencés par la pensée du philosophe allemand, notamment Richard Rorty.
Plus généralement, on retrouve une « filiation Heidegger » dans plusieurs régions du monde : en Europe – avec, outre la France, l'Italie, la Scandinavie, la République tchèque –, en Iran, au Japon ou encore au Brésil, les États-Unis constituant un cas bien à part[précision nécessaire].

### Influence de Heidegger en France
Il est nécessaire ici de se reporter essentiellement à l'étude de Dominique Janicaud, Heidegger en France, publiée en 2005. L'auteur restitue l'histoire de ce cheminement à travers les différentes étapes de la traduction de ses textes, des commentaires et des polémiques qui ont marqué la réception de la pensée du philosophe. La première traduction d'une œuvre d'Heidegger en langue française a été réalisée en 1937 par Henry Corbin ; il s'agit de Qu'est-ce que la métaphysique ?. Toutefois, Françoise Dastur note : « On sait, certes, qu’Emmanuel Levinas, qui fut le traducteur, en 1930, d’une première version des Méditations cartésiennes de Husserl, peut être considéré comme le véritable introducteur de la phénoménologie en France, mais c’est néanmoins Sartre, avec la publication en 1943 de L’Être et le néant, qui a contribué à faire connaître à un large public non seulement la pensée de Husserl, mais aussi et surtout celle de Heidegger. C’est donc d’abord vers lui qu’il faut se tourner lorsqu’on parle de la « réception » française de la pensée heideggérienne. » C'est sans doute en France que l'influence occidentale de Heidegger fut la plus prégnante,.
On doit néanmoins à Georges Gurvitch d'être le premier, en 1928, à avoir fait état de l'importance de Sein und Zeit dans son cours à la faculté des lettres de Paris. Mais il faudra attendre la fin de la Seconde Guerre mondiale pour voir percer son influence : à partir de cette époque, il fut un penseur auquel firent référence une pléiade d'auteurs et d'intellectuels de différents courants ou disciplines :
- Dans la lignée de la phénoménologie et des philosophies de l'existence : Jean-Paul Sartre, Maurice Merleau-Ponty, Alexandre Kojève, Paul Ricœur, Emmanuel Levinas, Michel Henry, Jean-Luc Marion et Claude Romano ;
- dans la perspective de la déconstruction de la métaphysique : Jacques Derrida, Jean-Luc Nancy, Philippe Lacoue-Labarthe et Gérard Granel ;
- son interprète et ami autorisé en France : Jean Beaufret, suivi de François Fédier ;
- dans le cadre des études aristotéliciennes : Pierre Aubenque, Rémi Brague, Jean-François Courtine ;
- dans le cadre des études platoniciennes : Jean-François Mattéi ;
- dans une perspective de philosophie de la rhétorique : Barbara Cassin ;
- dans le courant structuraliste en philosophie : Foucault et Althusser ;
- en psychanalyse : Jacques Lacan[N 36] ;
- en psychiatrie phénoménologique ou Daseinsanalyse : Ludwig Binswanger, Medard Boss et Henri Maldiney ;
- en littérature : Maurice Blanchot, Georges Bataille, Maurice Clavel, Roger Munier, Michel Deguy ou René Char ;
- en anthropologie : Albert Piette (Anthropologie existentiale) et Remo Guidieri (La Route des morts et L'Abondance des pauvres) ;
- en théologie : Emmanuel Falque notamment dans Le Passeur de Gethsémani.

### Influence de Heidegger au Japon
Le Japon découvre dès 1924 la pensée d'Heidegger, à partir des premiers commentaires publiés sur son œuvre. De nombreux élèves de Kitarō Nishida et de l'École de Kyoto viennent se former en Allemagne, où ils découvrent la phénoménologie, soit en travaillant avec Husserl, soit directement avec Heidegger. C'est le cas de Tokuryu Yamanouchi, qui en 1921 après son retour au Japon introduit le premier la notion de phénoménologie dans son pays. Hajime Tanabe, arrivé en Allemagne en 1922, travaille tout d'abord avec Alois Riehl, avant de rejoindre Husserl à Fribourg, et de découvrir Heidegger, qu'il considère jusqu'à la fin de sa vie comme le plus grand philosophe depuis Hegel. Kiyoshi Miki, venu lui aussi en 1922, commence par travailler auprès de Heinrich Rickert puis rejoint Marbourg en 1924. Il y partage de nombreuses conversations avec Heidegger, et son premier livre publié au Japon, un an avant la parution d'Être et Temps, comporte de nombreux germes de l'idée du Dasein et des analyses de Heidegger sur l'être-vers-la-mort. En 1936, Keiji Nishitani vient à son tour étudier pendant deux ans avec Heidegger, et son œuvre est empreinte de leurs dialogues. Parmi les autres Japonais à s'être penchés de près sur l'œuvre de Heidegger, on peut citer Tetsurō Watsuji, qui après deux ans passés auprès de lui publia en 1930 une critique du Dasein, lui reprochant de ne prendre en considération que le temps, en oubliant l'espace. Ou encore le maître de thé et penseur Shin'ichi Hisamatsu, avec qui Heidegger eut des échanges sur l'art et la peinture, dont Paul Klee. Cette réceptivité de la philosophie japonaise aux travaux d'Heidegger doit beaucoup à l'ouverture intellectuelle de ce dernier à d'autres modèles de pensée que celui de la philosophie occidentale, qu'il juge trop « européano-centrée ». Son amitié avec Shūzō Kuki, et ses échanges avec lui à la fin des années 1920, se retrouvent dans « Dialogues avec un Japonais » dans Acheminement vers la parole,.

### Réception aux États-Unis
Au début des années 1930, Heidegger attire, parmi les nombreux étudiants étrangers assistant à ses cours, des Nord-Américains dont Marjorie Grene. Ceux-ci sont les premiers à introduire sa pensée aux États-Unis, mais aussi les premiers à y porter un regard critique. Grene, bien qu'en partie influencée par lui (elle aussi est par exemple fortement critique vis-à-vis du Cogito de Descartes), prend toutefois ses distances lors de la rédaction en 1957 de son ouvrage Heidegger.
À cette réception tiède, fait écho la position très critique de Heidegger à l'encontre des États-Unis et de l'« américanisme », qui représentaient à ses yeux les pires aspects de la modernité
Être et Temps a été traduit en anglais en 1962 ; William Blattner, dans son introduction à la lecture de l'ouvrage, estime que les premiers lecteurs anglophones ont d'abord découvert Heidegger après la Seconde Guerre mondiale à travers la lecture de Sartre, l'influence de L'Être et le Néant étant alors forte, et ce n'est que bien plus tard qu'ils en feront une lecture autonome, ce qui les amènera d'ailleurs à analyser autrement le contenu d'Être et Temps.
L'influence combinée de Hubert Dreyfus, avec son étude de 1991 sur Être et Temps, Being-in-the-World: A Commentary on Heidegger's "Being and Time", Division 1, et les très nombreux articles de Richard Rorty compilés la même année dans Essays on Heidegger and Others: Philosophical Papers, entraînent un foisonnement des études sur Heidegger dans le domaine universitaire, du moins « parmi ceux élevés dans la tradition empiriste ». Parmi eux, Blattner cite Charles Guignon, Mark Okrent, Taylor Carman.
La traduction en anglais de l'ouvrage posthume Apports à la philosophie : De l'Avenance, qui parait en 1999 sous le titre Contributions to Philosophy (From Enowning), est considérée comme la seconde œuvre d'importance de Heidegger.

### Réception dans le monde arabe et islamique
La réception de Heidegger est évidente dans les œuvres de plusieurs philosophes, théologiens, et historiens de la philosophie et de l'art du monde arabo-musulman depuis le XXe siècle avec Charles Malik, Abdurrahmân Badawî, Ahmad Fardid, et à présent avec Fethi Meskini, Ismail El Mossadeq, Reza Davari Ardakani, Nader El-Bizri, etc. La présence de la pensée heideggérienne dans les mouvements philosophiques islamiques et arabes ouvre de nouvelles trajectoires de son influence dans des traditions intellectuelles différentes de la philosophie européenne. La tradition de Heidegger occupe une place importante dans les débats philosophiques qui animent la vie intellectuelle dans le monde islamique et arabe, et particulièrement en ce qui concerne la radicalité de sa pensée à propos de l'existence, la divinité, l'herméneutique, la critique de la métaphysique, ses réflexions sur la question de la Technique, etc. Ces dialogues avec la philosophie de Heidegger depuis la fin des années 1930 font partie du transfert du savoir dans l'époque moderne, et en particulier entre l'Europe et le monde arabo-musulman. Cela a déjà inauguré un nouveau champ de recherches qui n'est pas assez bien connu jusqu'à présent dans les cercles des études heideggériennes.

## Heidegger et le nazisme
Adhérent au parti nazi de 1933 à 1944, il s'est retiré au bout de quelques mois de toute action politique. L'implication de Heidegger sous le troisième Reich et l'influence des théories nazies sur sa pensée font l'objet d'interrogations et de débats nombreux et polémiques, particulièrement en France. On peut distinguer globalement trois mouvements :
- les défenseurs de Heidegger : Jean Beaufret, François Fédier.
- ceux qui estiment que la pensée de Heidegger ne se réduit pas au nazisme mais a bien convergé avec lui sur un fond d'antisémitisme, et que comprendre comment et pourquoi est indispensable à toute philosophie contemporaine : Hannah Arendt, Theodor Adorno, Hans Jonas, Günther Anders, Karl Löwith, Walter Biemel, Otto Pöggeler, Jan Patočka, Jürgen Habermas, Maurice Blanchot, Emmanuel Levinas,Jacques Derrida, Jean-Luc Nancy, Philippe Lacoue-Labarthe, Richard Rorty, Jean-Michel Palmier, Marcel Conche, Julian Young (en), Silvio Vietta, Pascal David.
- les détracteurs : Víctor Farías, Luc Ferry, Alain Renaut, Emmanuel Faye.

Sans vouloir attaquer ou défendre Heidegger, des historiens se sont aussi intéressés à son nazisme : Raul Hilberg, et surtout Hugo Ott, Bernd Martin, Gottfried Schramm, Domenico Losurdo, Guillaume Payen, et dans une moindre mesure, Johann Chapoutot. Pour Guilaume Payen, « l'enjeu historiographique majeur » n'est « pas tant de savoir si Heidegger fut nazi mais plutôt ce que ce nazisme de philosophe permet de comprendre sur le nazisme en général. Heidegger est intéressant en particulier pour étudier la force d'adhésion du NSDAP et ses ressorts, à partir d'un apparent paradoxe : pourquoi un philosophe si subtil et exigeant fut-il subjugué par un mouvement populiste et anti-intellectualiste qui ne s'adressait pas à ses semblables mais à la plèbe intellectuelle ? »
Au centre se trouve l'histoire sous l'Allemagne nazie — dont l'étude serait absolument nécessaire pour lire de manière éclairée l’œuvre du philosophe. La controverse fut notamment lancée par Karl Löwith en 1946, dans la revue les Temps modernes, mais surtout en 1987 en France par Víctor Farías avec le livre Heidegger et le nazisme, auquel répondit point par point le livre de François Fédier, Heidegger – Anatomie d'un scandale, et se poursuit encore aujourd'hui, notamment avec la publication de ses Cahiers noirs ainsi que des lettres à son frère qui remettent à jour la polémique comme la presse française a déjà pu s'en faire l'écho,.
En 1945, Heidegger proposa une explication de son attitude :
« Je croyais que Hitler, après avoir pris en 1933 la responsabilité de l’ensemble du peuple, oserait se dégager du Parti et de sa doctrine, et que le tout se rencontrerait sur le terrain d’une rénovation et d’un rassemblement en vue d’une responsabilité de l’Occident. Cette conviction fut une erreur que je reconnus à partir des événements du 30 juin 1934. J’étais bien intervenu en 1933 pour dire oui au national et au social (et non pas au nationalisme) et non aux fondements intellectuels et métaphysiques sur lesquels reposait le biologisme de la doctrine du Parti, parce que le social et le national, tels que je les voyais, n’étaient pas essentiellement liés à une idéologie biologiste et raciste. »
Paru en avril 2005, l'essai d'Emmanuel Faye, Heidegger, l'introduction du nazisme dans la philosophie, prétend néanmoins ouvrir de nouvelles perspectives de recherches permettant de mettre en doute les explications fournies par Heidegger concernant son implication politique. De nombreux extraits de ses séminaires inédits de 1933 à 1935, cités et commentés par E. Faye tout au long de son essai, tendraient à démontrer le nazisme de Heidegger. Cet essai a fait l'objet d'une violente polémique et de nombreux articles en France et à l'étranger de mars 2005 à septembre 2006, année de sa seconde édition, articles tous référencés dans cette dernière. Un débat avec François Fédier fut organisé à la télévision sur la chaîne Public Sénat. E. Faye pense que le regard existentialiste humaniste sur Heidegger aurait contribué à masquer l'idéologie politique (national socialiste) de Heidegger, qui, de manière cryptée, imprégnerait toute sa philosophie. Les défenseurs de Heidegger, pour leur part, dans l'ouvrage collectif Heidegger, à plus forte raison, dénoncèrent ces analyses comme des contresens sur sa philosophie, qui serait sans rapport avec quelque idéologie que ce soit, allant même jusqu'à accorder à Heidegger une forme de « résistance spirituelle » au nazisme.

### Débats sur l'antisémitisme desCahiers noirs
Le début de la publication en 2014 des carnets privés de Heidegger, intitulés collectivement les Cahiers noirs, a apporté un nouvel éclairage sur ce que l'on a appelé « l'antisémitisme de Heidegger » et sa relation au nazisme. Leur éditeur, Peter Trawny, leur a consacré un livre, traduit en français sous le titre Heidegger et l'antisémitisme – Sur les « Cahiers noirs » qui a de nouveau suscité une polémique. L'expression Cahiers noirs, choisie par Heidegger lui-même, désigne un ensemble de trente-quatre cahiers manuscrits à couverture de toile noire, contenant divers textes écrits entre 1931 et 1976 environ, dont une première partie, collectivement intitulée Réflexions (Überlegungen) et représentant 14 carnets, a été publiée en 2014. Cet ensemble d'environ 1 200 pages comporte, selon Hadrien France-Lanord, « une quinzaine de passages […] où sont évoqués les Juifs et le judaïsme d’une manière à plusieurs reprises choquante, parfois lamentable au regard de la persécution que subissaient les Juifs au moment où ces lignes furent  écrites [entre 1938 et 1941] ».
Dans ces passages, le judaïsme (Judentum) est à plusieurs reprises caractérisé par un « don particulièrement accentué pour le calcul », une figure que Trawny rapproche de celle du Juif marchandeur (Schacherjude). Un passage caractérise également le judaïsme à partir de l'absence de sol (Bodenlosigkeit), Heidegger évoquant la forme « peut-être la plus ancienne » du « gigantesque » (Riesigen) que serait « l'aptitude tenace pour le calcul, le trafic et la confusion sur lesquels l'absence de monde de la judéité est fondée ». Trawny considère cette observation comme « un type d'antisémitisme » auquel Heidegger donne « une interprétation philosophique épouvantablement poussée », le Juif apparaissant comme « le sujet calculant, dépourvu de monde, dominé par la « machination » ». En revanche, François Fédier conteste les analyses de Trawny,,. Il estime que « Trawny se trompe en considérant cette analyse de Heidegger comme antisémite [et que Heidegger] ne voit le judaïsme que comme la première victime de ce "gigantesque" ». Selon Fédier, « ce que l’on fait passer pour des « déclarations antisémites » de Heidegger ne concerne […] pas les Juifs. Leur fonction se borne à dénoncer l’idéologie nazie en tant qu’elle procède de l’antisémitisme ».
Hadrien France-Lanord souligne que dans un autre passage des mêmes Cahiers, Heidegger « condamne  sans  équivoque l’antisémitisme », qu'il juge « bête et répréhensible »,. Il considère toutefois que des « préjugés antisémites éculés se mêlent [dans les Carnets noirs] à une indigence de pensée [et] doivent être interrogés avec gravité, mais ne peuvent pas sans indécente malhonnêteté être transformés en ce qu’ils ne sont pas : des propos discriminatoires motivés racialement ». De son côté, Peter Trawny pose la question de l'étendue de la « contamination » de la pensée de Heidegger par ce qu'il considère être un « manichéisme » antisémite. Au total, selon Étienne Pinat, la contextualisation de ces passages des Cahiers noirs soulève un débat où s'affrontent le « déni » de l'antisémitisme de Heidegger et la réduction de sa pensée à celui-ci, illustrés respectivement par les analyses de François Fédier et d'Emmanuel Faye,, et où le point de vue de Trawny, selon lequel « parler d'un antisémitisme intégré à l'histoire de l'être n'implique […] pas que toute la pensée de l'histoire de l'être est antisémite en tant que telle », pourrait représenter une voie moyenne.
Guillaume Payen souligne que les Cahiers noirs sont souvent hermétiques, et que donc leur interprétation doit rester prudente. C'est ce qu'il veut montrer à partir d'un passage au centre du débat sur l'antisémitisme, génocidaire ou non, de Heidegger : « Ce n'est que lorsque ce qui est essentiellement “juif” au sens métaphysique (das wesenhaft “Jüdische” im metaphysischen Sinne) combat ce qui est juif (das Jüdische) que le comble de l'anéantissement de soi (Selbstvernichtung) dans l'Histoire est atteint ; à condition que ce qui est “juif” se soit accaparé partout pleinement la domination, de sorte qu'également le combat contre “ce qui est juif” et lui d'abord parvienne en l'empire (Botmäßigkeit) de ce dernier. » Pour le philosophe italien Maurizio Ferraris, « Le génie de Être et Temps est ce même couillon qui écrit dans les Cahiers noirs que les Juifs se sont autodétruits, comme si Goebbels et d'autres n'y étaient pour rien…". Donatella Di Cesare, à l'origine des propos de M. Ferraris, fait le lien entre esprit juif et technique moderne dans l'esprit de Heidegger, et, voyant la contemporanéité de ce passage avec les camps de la mort, elle en conclut que « le nom de l'extermination est pour Heidegger Selbstvernichtung », une autodestruction des Juifs par la technique moderne. Pour Payen, ce texte ne concerne pas les juifs en tant que tels : il s'agit de «ce qui est juif » (das Jüdische), pas des juifs (Juden). Heidegger ne réfléchit pas aux camps de la mort, mais à « la généralisation et à la montée en puissance destructrice de la Seconde Guerre mondiale, avec, en creux, l'espoir que de cette conflagration mondiale, de cet auto-anéantissement de la modernité décadente et déracinée un nouveau commencement puisse s'élever. »

## Œuvres

### Œuvres et cours traduits en français
- 1916, Traité des catégories et de la signification chez Duns Scot, Paris, Gallimard, 1970, (trad. Florent Gaboriau).
- 1920-21, Phénoménologie de la vie religieuse, Paris, Gallimard, 2012, (trad. Jean Greisch).
- 1923 Ontologie Herméneutique de la factivité (trad. Alain Boutot), Paris, Gallimard, 2012
- 1923-24, Introduction à la recherche phénoménologique, Paris, Gallimard, 2013, (trad. Alain Boutot).
- 1924, Le Sophiste (Gesamtausgabe 19, Platon : Sophistes), Paris, Gallimard, 2001, (trad. Jean-François Courtine, Pascal David, Dominique Pradelle, Philippe Quesne).
- 1925, Prolégomènes à l'histoire du concept de temps (trad. de l'allemand par Alain Boutot, préf. Alain Boutot), Paris, Gallimard, coll. « Bibliothèque de Philosophie », 2006, 480 p. (ISBN 2-07-077644-1)).
- 1925, Les conférences de Cassel, précédées de la Correspondance Dilthey-Husserl, (1911), (Gesamtausgabe 80, Kasseler Vorträge), Paris, Vrin, 2003, (trad. J.-C. Gens).
- 1926, Concepts fondamentaux de la philosophie antique, Paris, Gallimard, 2003, (trad. Alain Boutot).
- 1926-1927, Histoire de la philosophie, de Thomas d'Aquin à Kant, Paris, Seuil, 2023, (trad. François Jaran et Sylvain Camilleri)
- 1927, Être et Temps, Paris, Gallimard, 1964, (trad. Rudolf Boehm et Alphonse de Waelhens); Paris, Gallimard, 1986, (trad. François Vezin).
- 1927, Interprétation phénoménologique de la 'Critique de la Raison pure' de Kant, Paris, Gallimard, 1982, (trad. Emmanuel Martineau).
- 1927, Les Problèmes fondamentaux de la phénoménologie, Paris, Gallimard, 1985, (trad. Jean-François Courtine).
- 1929, Qu'est-ce que la métaphysique ?, revue Bifur, no. 8 (Juillet 1931); Paris, Gallimard, 1938; repris in Questions I, Paris, Gallimard, 1968.
- 1929, Kant et le problème de la métaphysique, Paris, Gallimard, 1953, (trad. Rudolf Böehm et Alphonse de Waelhens).
- 1929-30, Les Concepts fondamentaux de la métaphysique : monde, finitude, solitude, Paris, Gallimard, 1992, (trad. Daniel Panis).
- 1930, De l'essence de la liberté humaine, Paris, Gallimard, 2001, (trad. Alain Boutot).
- 1930-31,  'La Phénoménologie de l'esprit' de Hegel, Paris, Gallimard, 1984, (trad. Emmanuel Martineau).
- 1931, Aristote, Métaphysique 1-3 (Gesamtausgabe 33, Aristoteles : Metaphysik IX), Paris, Gallimard, 1991, (trad. Bernard Stevens et Pol Vandevelde).
- 1931-32, De l'essence de la vérité : approche de l'allégorie de la caverne et du 'Théétète' de Platon (Zu Platons Höhlengleichnis und Theätet) [« Gesamtausagabe 34, Vom Wesen der Wahrheit »] (trad. Alain Boutot), Paris, Gallimard, 2001.
- 1933-66, Écrits politiques, Paris, Gallimard, 1995, (trad. François Fédier).
- 1934, La Logique comme question en quête de la pleine essence du langage (Gesamtausgabe 38, Logik als die Frage nach dem Wesen der Sprache), Paris, Gallimard, 2008 (trad. F. Bernard).
- 1935, Introduction à la métaphysique [« Gesamtausgabe 40 : Einführung in die Metaphysik »] (trad. Gilbert Kahn), Paris, Gallimard, coll. « Tel » (no 49), 1967.
- 1935, Les hymnes de Hölderlin 'La Germanie' et 'Le Rhin' (1935), Paris, Gallimard, 1988, (trad. François Fédier et Julien Hervier).
- 1935-36, Qu'est-ce qu'une chose ? (Gesamtausgabe 41, Die Frage nach dem Ding. Zu Kants Lehre von den transzendentalen Grundsätzen), Paris, Gallimard, 1971, (trad. Jean Reboul et Jacques Taminiaux).
- 1936-46, Nietzsche, Paris, Gallimard, 1971, (trad. Pierre Klossowski).
- 1938-39, Interprétation de la « Deuxième considération intempestive » de Nietzsche, Paris, Gallimard, 2009, (trad. Alain Boutot).
- 1938-42, Hegel : la négativité, éclaircissement de l'« Introduction à la 'Phénoménologie de l'esprit » de Hegel (Gesamtausgabe 68, Hegel. Die Negativität. Eine Auseinandersetzung mit Hegel aus dem Ansatz in der Negativität (1938/9-41). 2. Erläuterung der "Einleitung" zu Hegels « Phänomenologie des Geistes » (1942), Paris, Gallimard, 2007, (trad. A. Boutot).
- 1941, Concepts fondamentaux (Gesamtausgabe 51, Grundbegriffe), Paris, Gallimard, 1985, (trad. Pascal David).
- 1941-45, Achèvement de la métaphysique et poésie, Paris, Gallimard, 2005, (trad. Adeline Froidecourt).
- 1942-43, Parménide (Gesamtausgabe 54), Paris, Gallimard, 2011, (trad. Thomas Piel).
- 1944-71, Approche de Hölderlin, Paris, Gallimard, 1962, édition augmentée, Paris, Gallimard, 1973.
- 1945, La Dévastation et l'attente : entretien sur le chemin de campagne, Paris, Gallimard, 2006, (trad. Philippe Arjakovsky et Hadrien France-Lanord).
- 1945-55, Questions III, Paris, Gallimard, 1966, (trad. André Préau, Julien Hervier et Roger Munier).
- 1946, Lettre sur l'humanisme, Paris, Aubier, 1957, (trad. Roger Munier).
- 1947-63, Questions II, Paris, Gallimard, 1968. Comprend : Qu'est-ce que la philosophie ? (1956, (trad. Kostas Axelos et Jean Beaufret); Hegel et les Grecs (1960), (trad. Dominique Janicaud); La thèse de Kant sur l'être (1963), (trad. Lucien Braun et Michel Haar); La doctrine de Platon sur la vérité (1947) (trad. André Préau); Ce qu'est et comment se détermine la phusis (1958), (trad. François Fédier).
- 1950, Chemins qui ne mènent nulle part (1950) (trad. Wolfgang Brokmeier), Paris, Gallimard, coll. « Tel », 1962. Comprend L'origine de l'œuvre d'art, L'époque des conceptions du monde, Hegel et son concept de l'expérience, Le mot de Nietzsche « Dieu est mort », Pourquoi des poètes ?, La parole d'Anaximandre.
- 1950-59, Acheminement vers la parole, Paris, Gallimard, 1976 (trad. Jean Beaufret, Wolfgang Brokmeier et François Fédier).
- 1951, Qu'appelle-t-on penser ?, Paris, PUF, 1959 (trad. Aloys Becker et Gérard Granel).
- 1954, Essais et conférences (trad. André Préau, préf. Jean Beaufret), Paris, Gallimard, coll. « Tel » (no 52) (1re éd. 1958) (ISBN 978-2-07-022220-9 et 2-07-022220-9). Comprend La question de la technique (1953), Science et méditation (1953), Dépassement de la métaphysique (1936-46), Qui est le Zarathoustra de Nietzsche ? (1953), Que veut dire penser ? (1952), Bâtir, habiter, penser (1951), La chose (1950), … L'homme habite en poète… (1951), Logos (1951), Moira (1951-52), Alèthéia (1943).
- 1957, Le Principe de raison, Paris, Gallimard, 1962, (trad. André Préau).
- 1959-72, Séminaires de Zürich, Paris, Gallimard, 2010, (trad. Caroline Gros).
- 1964, La Fin de la philosophie et la tâche de la pensée, repris in Kierkegaard vivant, Paris, Gallimard, 1966, (trad. Jean Beaufret et François Fédier).
- 1966-67, Héraclite, Paris, Gallimard, 1973, (trad. Jean Launay et Patrick Lévy).
- 1971, Schelling. Le Traité de 1809 sur la liberté humaine, Paris, Gallimard, 1977, (trad. Jean-François Courtine).
- 1992, Séjours (trad. François Vezin).
- 1997, Correspondance avec Karl Jaspers (1920-1963) (trad. Claude-Nicolas Grimbert), et Correspondance avec Elisabeth Blochmann (1918-1969), Paris, Gallimard, (trad. Pascal David).
- 2001, Lettres et autres documents. Correspondance avec Hannah Arendt, Paris, Gallimard, (trad. Pascal David).
- 2010, Correspondance avec Ernst Jünger, Paris, Ch. Bourgois, (trad. Julien Hervier).
- 2013, Apports à la philosophie (De l'avenance). Paris Gallimard, 2013, (trad. François Fédier. Titre allemand Beitrage zur Philosophie (Vom Ereignis)
- 2017, Le commencement de la philosophie occidentale: Interprétation d'Anaximandre et de Parménide, Paris Gallimard, (trad. Guillaume Badoual).
- 2017, Vers une définition de la philosophie, Seuil, Sophie-Jan Arrien et Sylvain Camilleri).
- 2018, Réflexions II-VI: Cahiers noirs (1931-1938), Paris Gallimard, (trad. François Fédier).
- 2019, Méditation, Paris Gallimard, (trad. Alain Boutot)
- 2019, Pensées directrices, Seuil, (trad. Jean-François Courtine, Françoise Dastur, Marc de Launay et Dominique Pradelle)
- 2021, Réflexions XII-XV: Cahiers noirs (1939-1941), Paris Gallimard, (trad. Guillaume Badoual).
- 2022, L'histoire de l'estre. 1. L'histoire de l'estre. 2. Koivóv. À partir de l'histoire de l'estre, Paris, Gallimard, 2022, (trad. Pascal David)